# Biserica de lemn din Fânațele Silivașului

Biserica de lemn din Fânaţele Silivaşului, județul Bistrița-Năsăud. Vedere sudică. Foto: 2009

Biserica de lemn din Fânaţele Silivaşului, județul Bistrița-Năsăud. Clopotnița. Foto: 2009

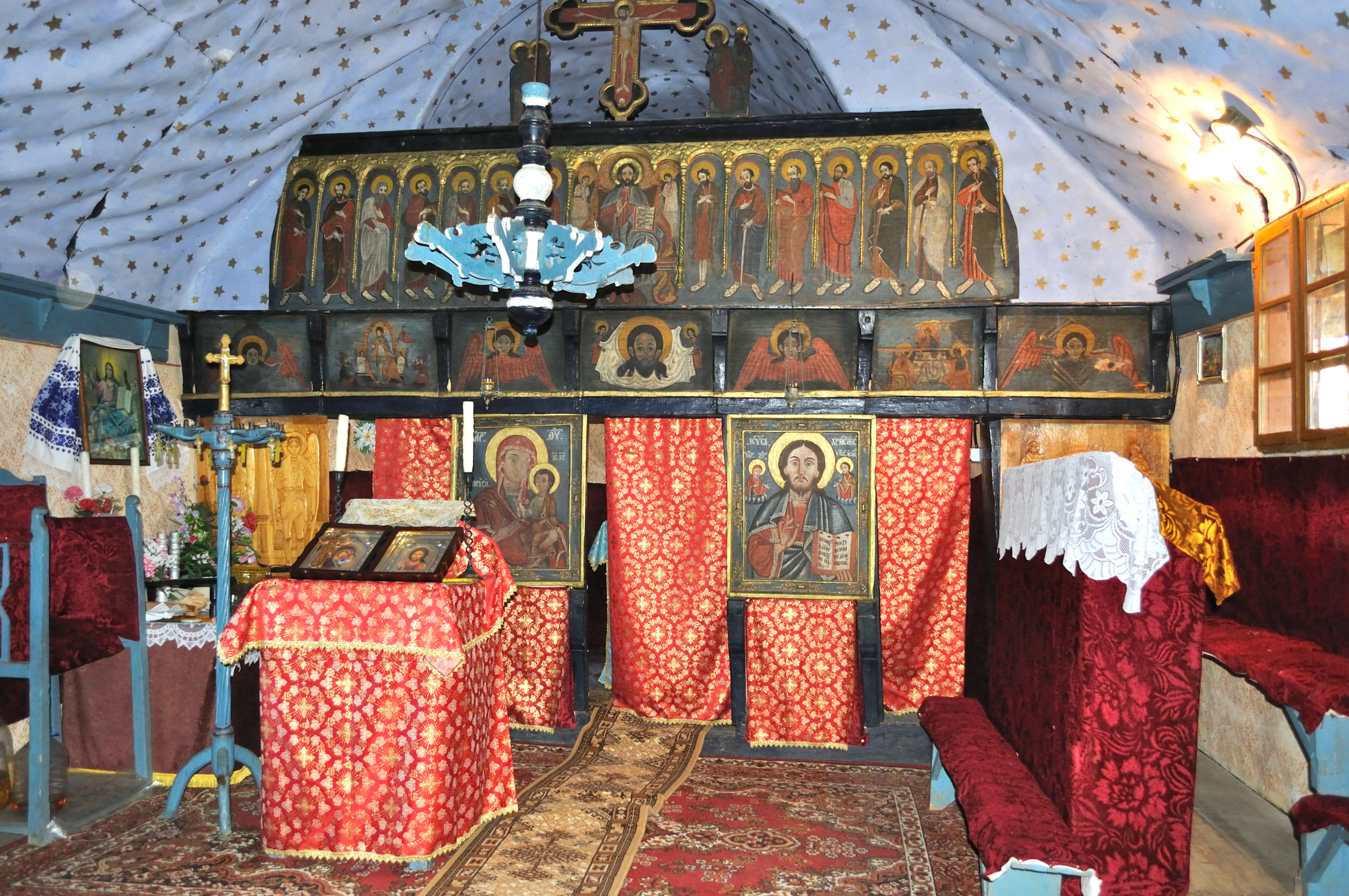
Interiorul navei spre iconostas, foto: noiembrie 2010.

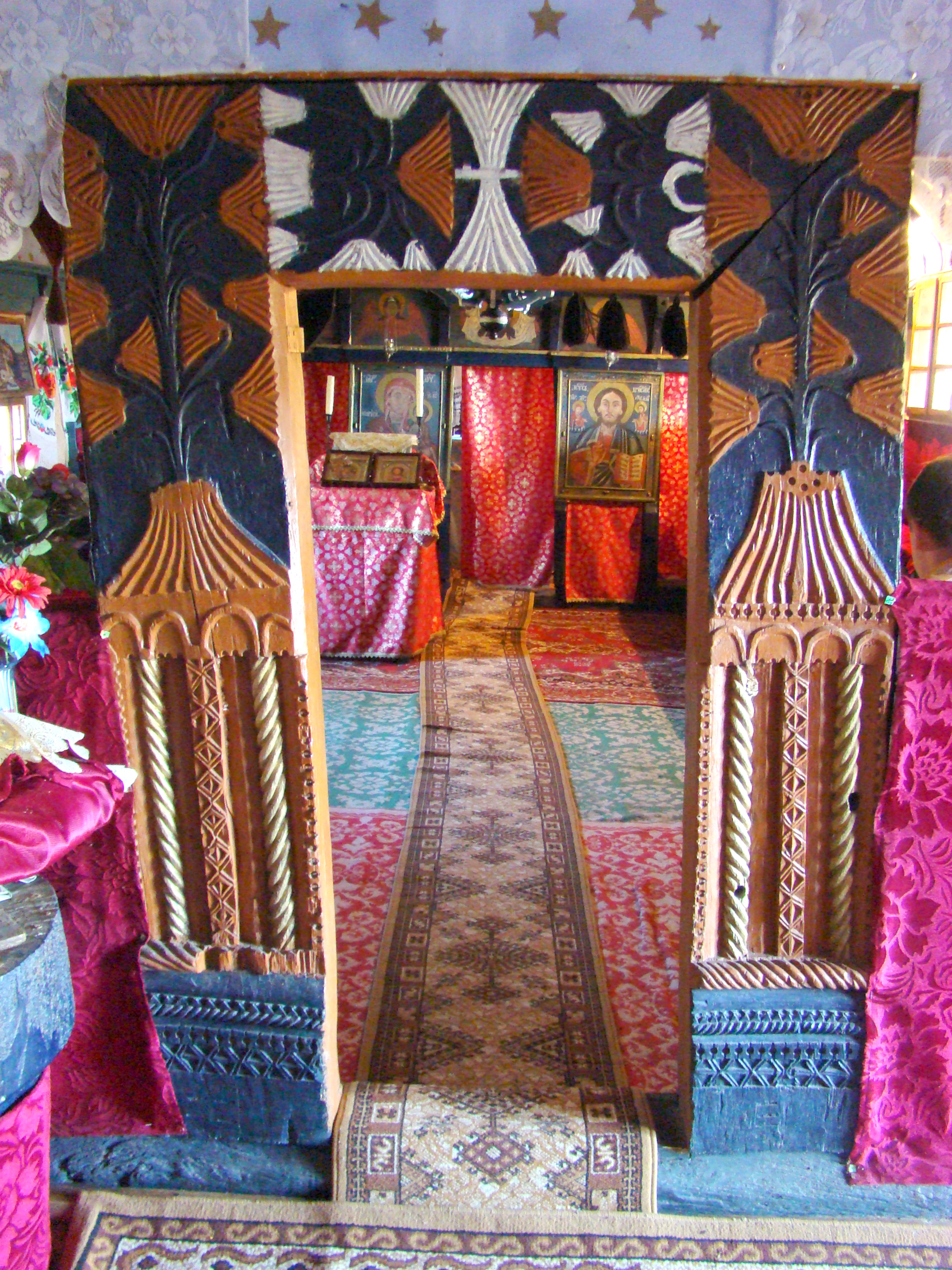
Portalul interior

Biserica de lemn din Fânațele Silivașului a fost adusă din localitatea Socolul de Câmpie și are hramul Sfinții Arhangheli. Este monument istoric, cod LMI BN-II-a-B-01655.

## Istoric și trăsături
Comuna Silivașu de Câmpie este situată în partea de sud a județului Bistrița-Năsăud pe DN 16 Cluj-Reghin, la 69 de km de Cluj-Napoca și 34 de Reghin. Singurul sat aparținător actualmente este Fânațele Silivașului, care mai are doar 12 familii.
Până în anul 1936 credincioșii din Fânațele Silivașului, mult mai numeroși atunci, peste 120 de familii, participau la slujbe religioase la biserica din Silivaș. În acel an credincioșii au cumpărat o biserică din lemn de la credincioșii din Socolul de Câmpie de lângă Reghin. Biserica este construită din lemn de stejar în cheotori, sub formă de navă cu clopotniță separată. Are „târnaț” (pridvor), ca și casele vechi românești.
Există foarte puține date despre istoricul acestei biserici. Este vechea biserică a Mănăstirii Socol, care se afla undeva în pădurea satului. Istoricii au datat-o după forma construcției ca fiind din secolele XVI-XVII.
În anul 1994, la reînființarea Mănăstirii Socol, a avut loc un simpozion istoric. Atunci s-a făcut afirmația că această biserică ar data de la sfârșitul secolului al XIII-lea (1293) și doar în secolul al XVI-lea ar fi fost mutată din pădure la vechea mănăstire. Adevărul nu se poate afla decât printr-o datare exactă, dendrocronologică.
La mutarea în Fânațele Silivașului s-a refăcut exact cum a fost, doar s-a înlocuit șindrila cu țiglă și s-au tăiat spații pentru geamuri, până atunci neavând decât mici orificii pentru aerisire. Clopotnița a fost acoperită cu tablă zincată. 
Din anul 1938, când a fost adusă, au avut loc mai multe reparații. În 1994 s-a introdus curentul electric, iar în 1998 s-a reparat pridvorul căzut. S-au înlocuit și câțiva corni din acoperiș care au căzut, fără a schimba cu nimic aspectul original. Biserica este folosită în prezent ca biserică de mir.

## Imagini din interior

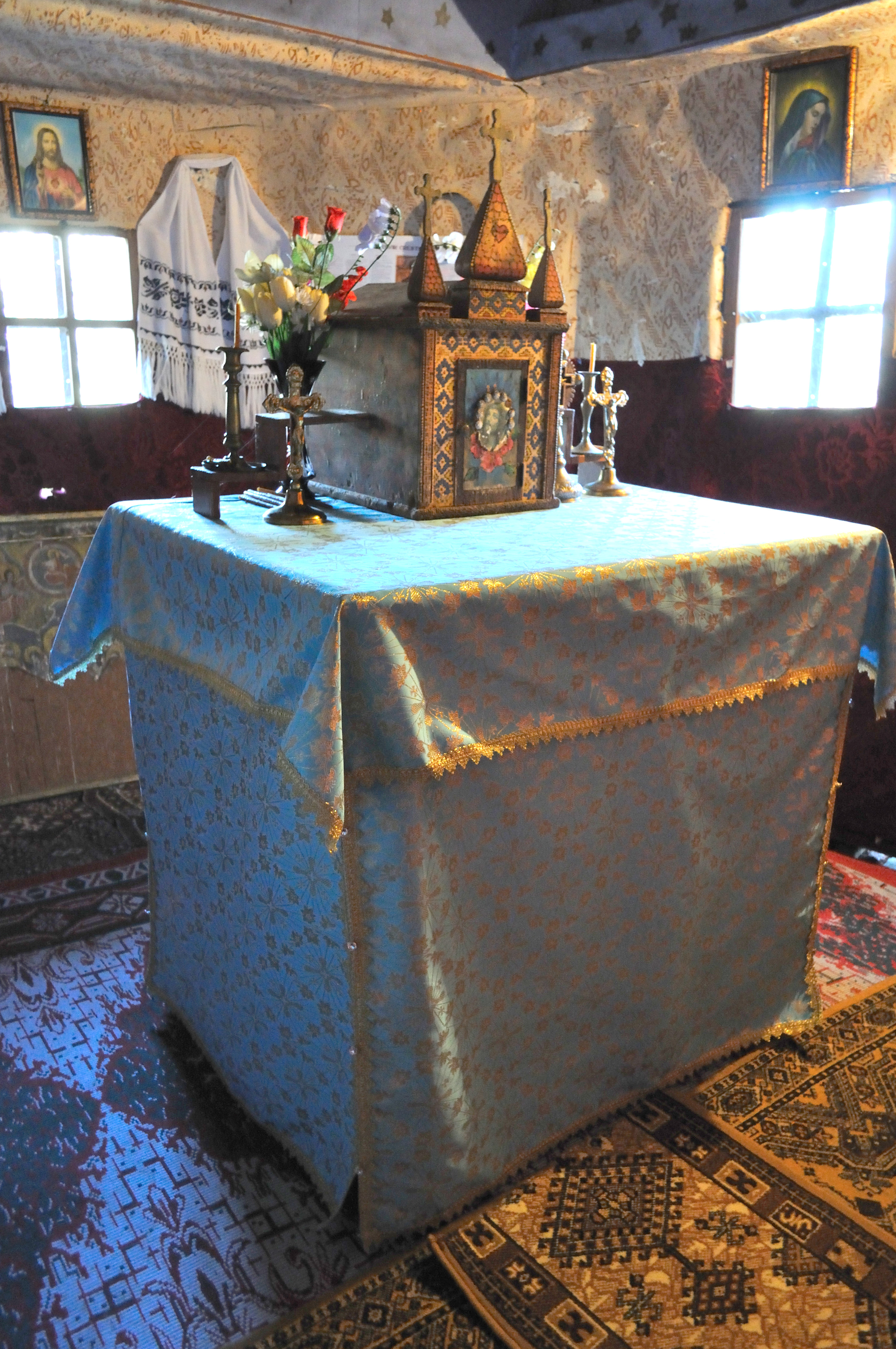
Masa altarului
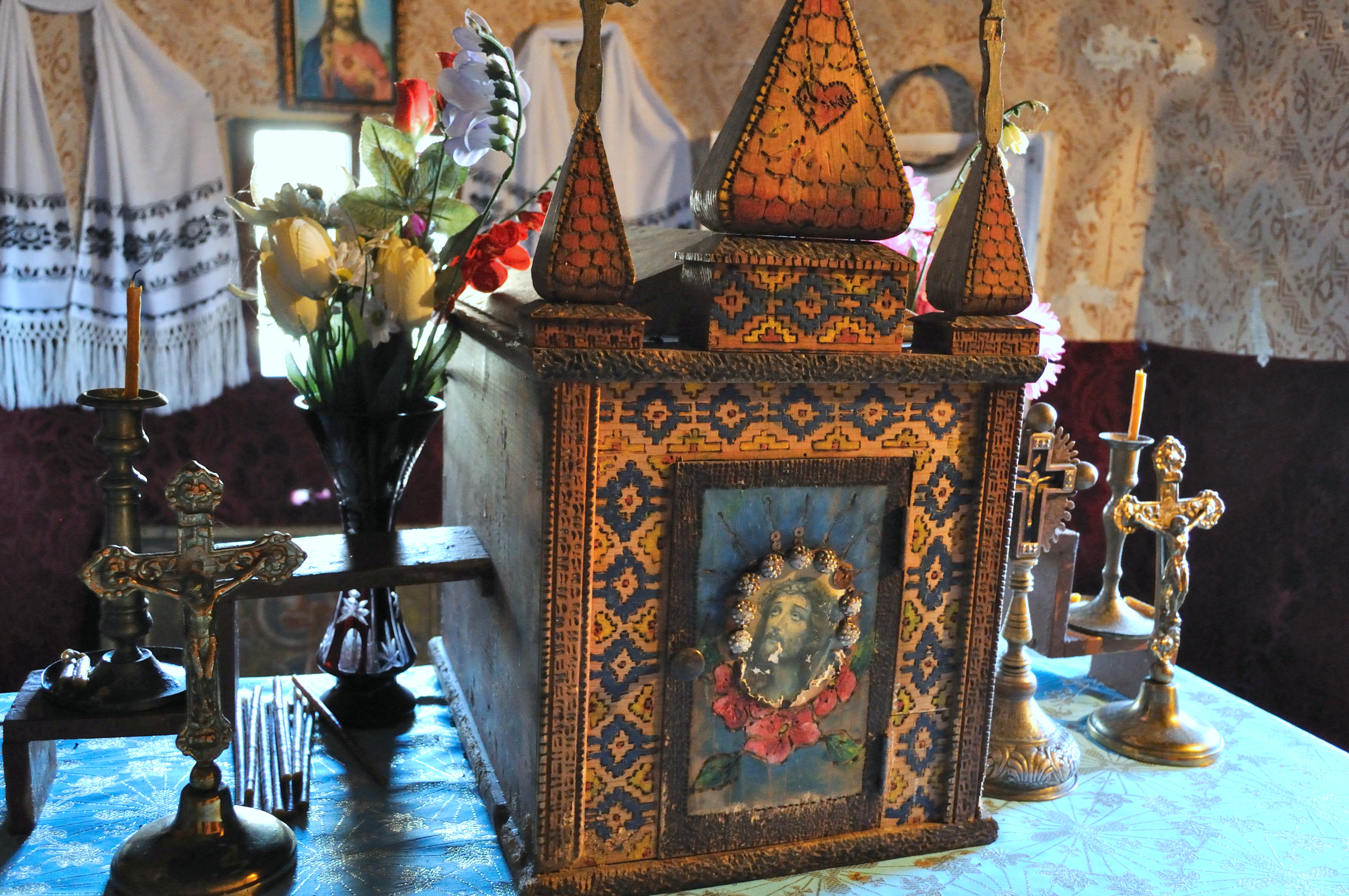
Masa altarului
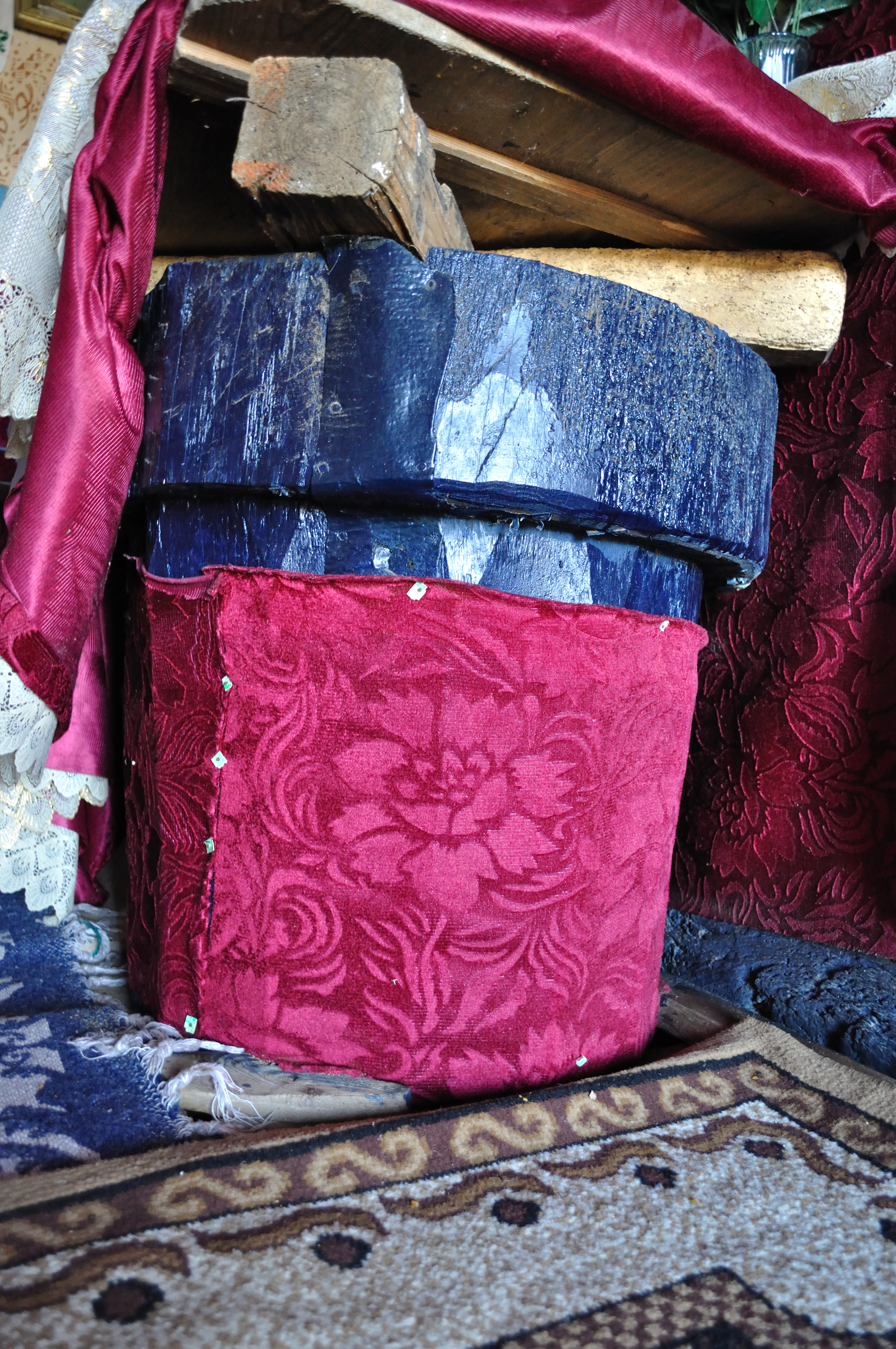
Piciorul vechii mese de altar
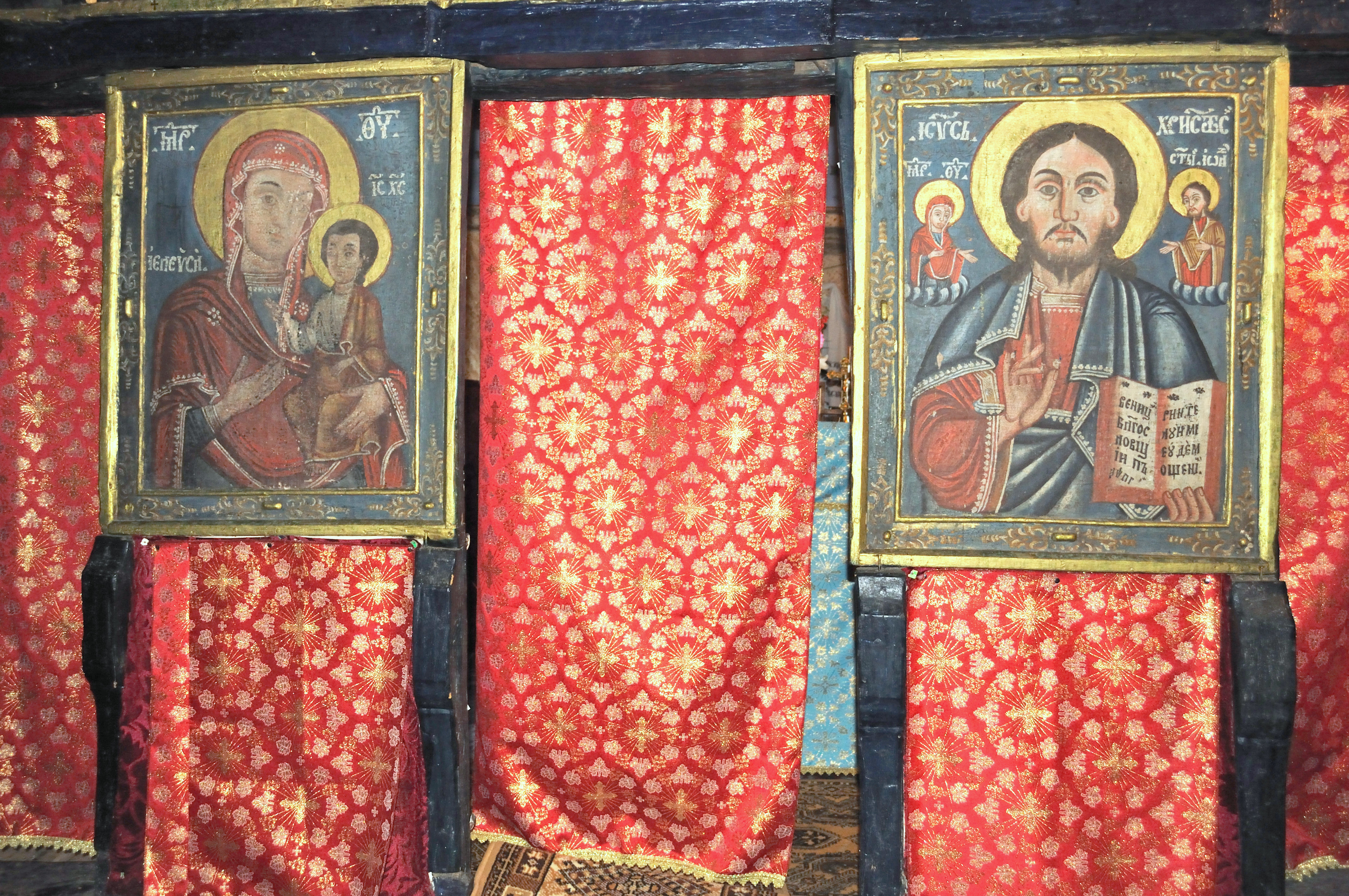
Icoanele împărătești
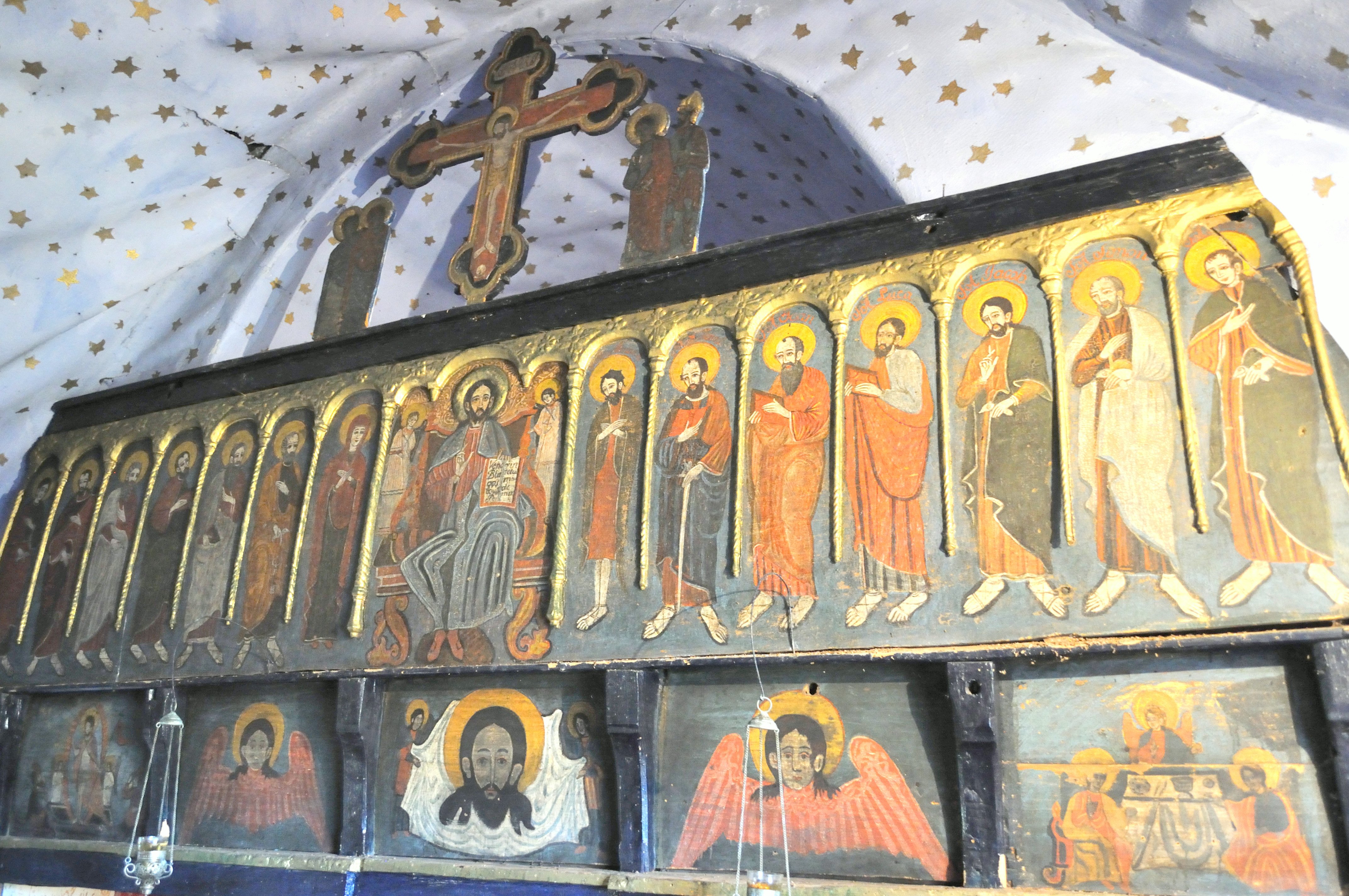
Catapeteasma
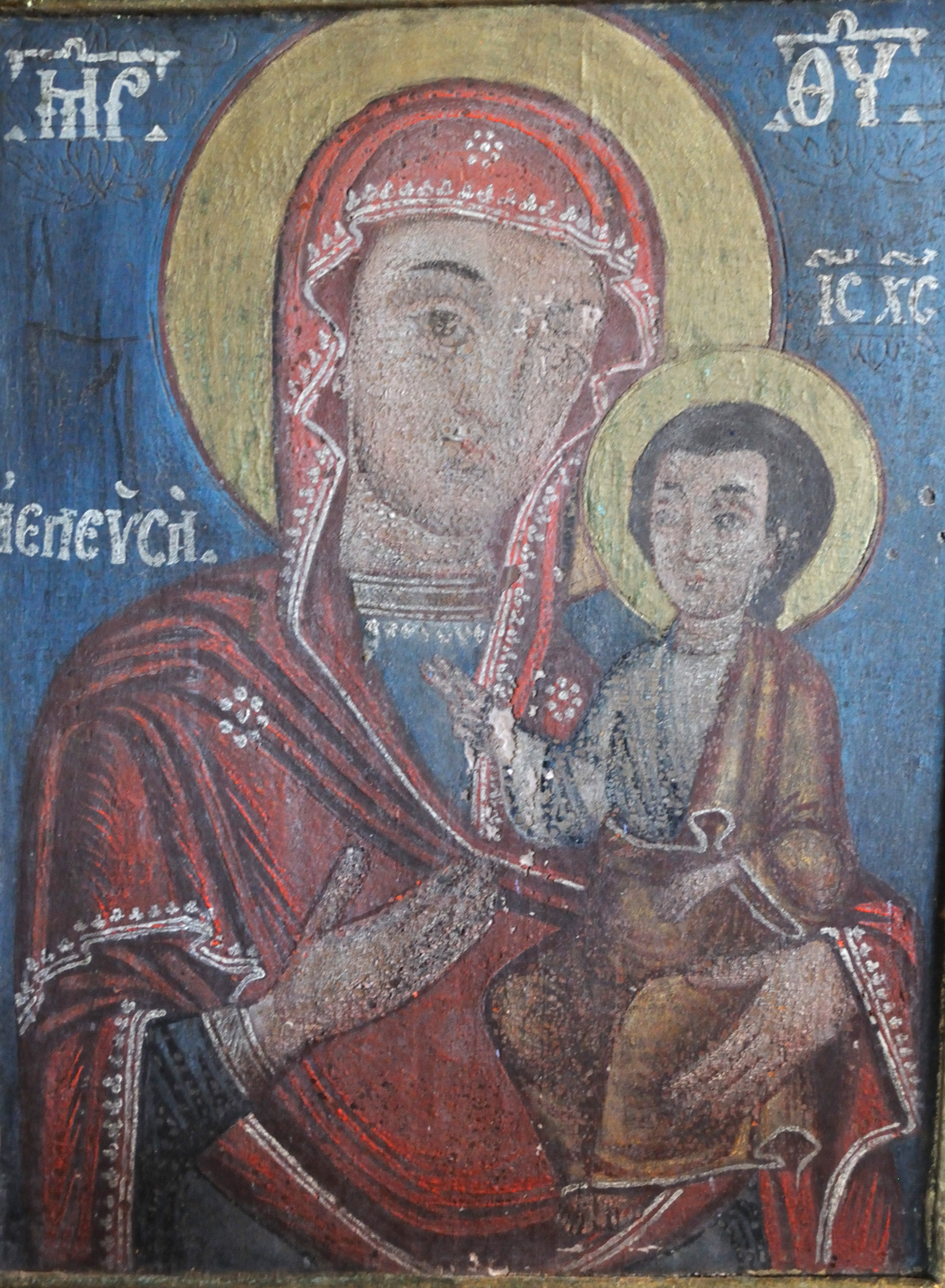
Icoană împărătească „Maica Domnului cu pruncul”
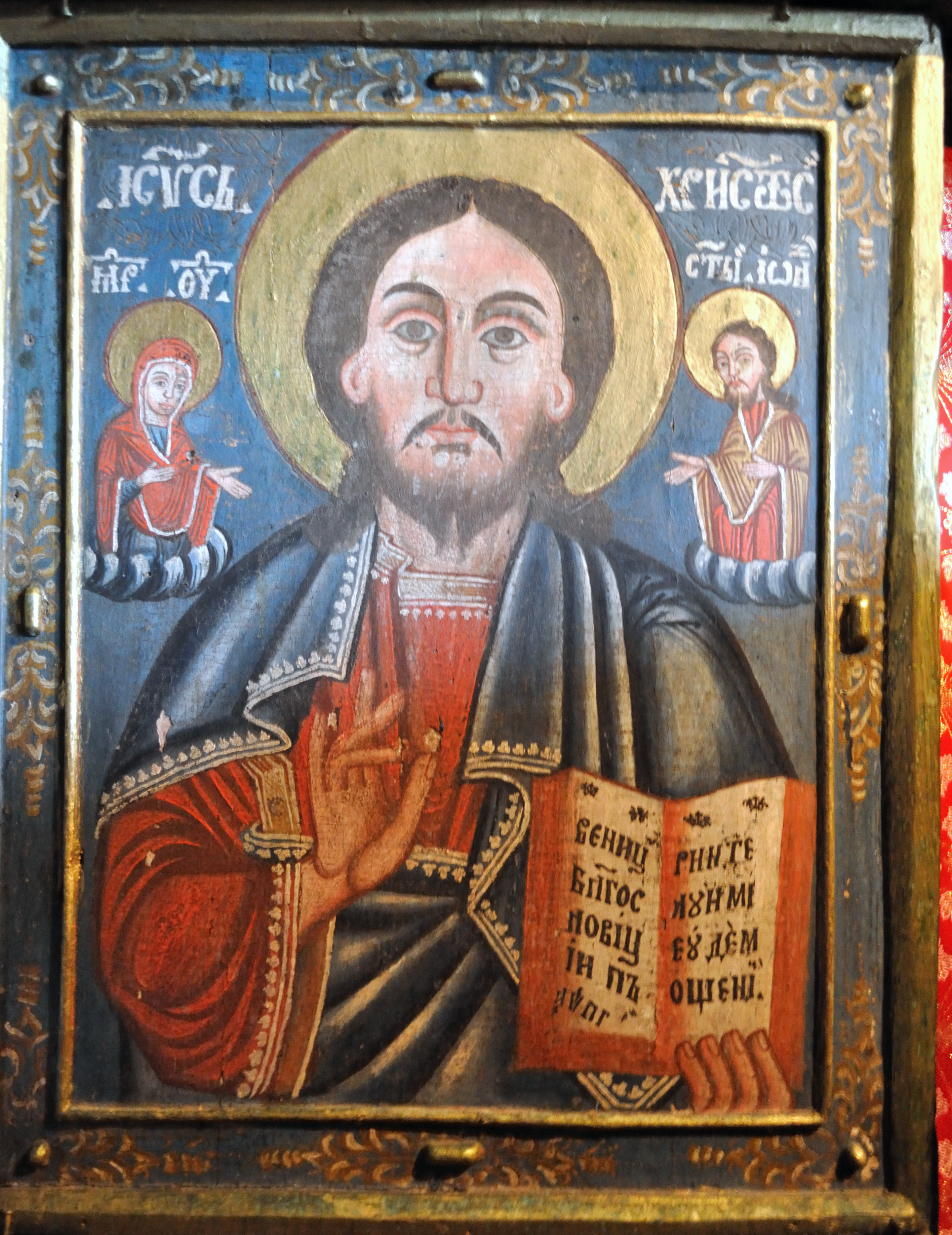
Icoană împărătească „Iisus binecuvântând”
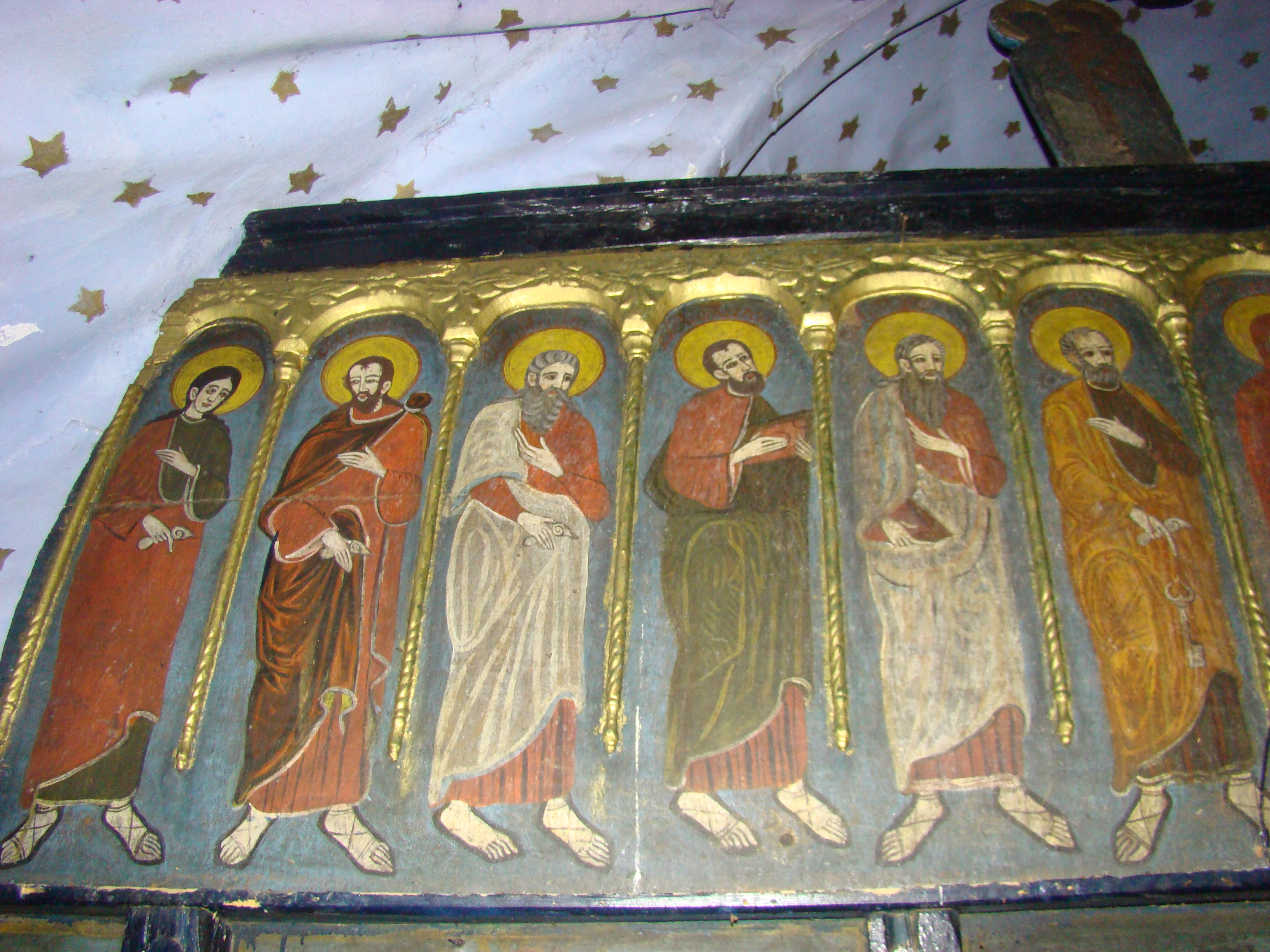
Catapeteasma (detaliu)
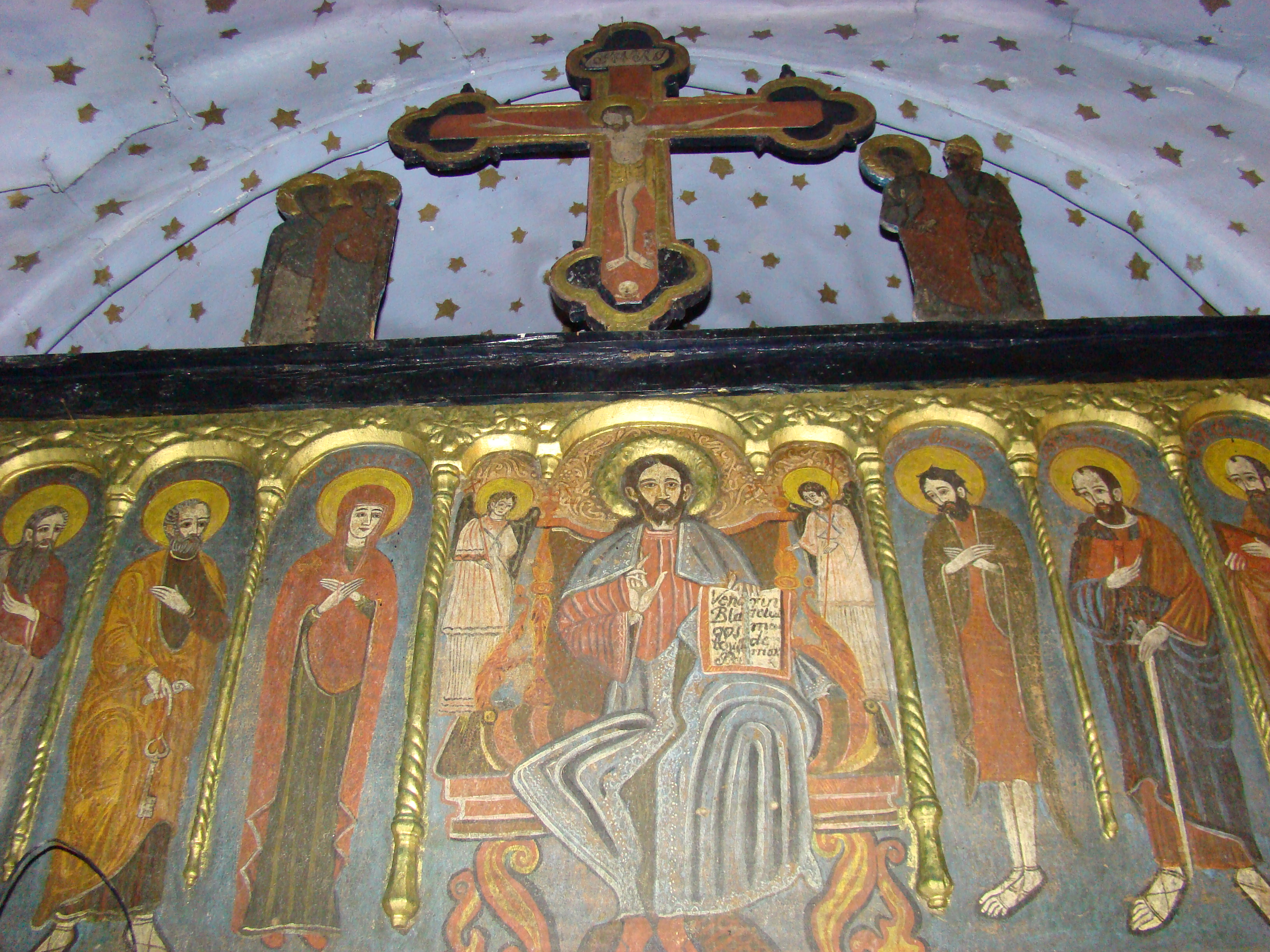
Catapeteasma (detaliu)
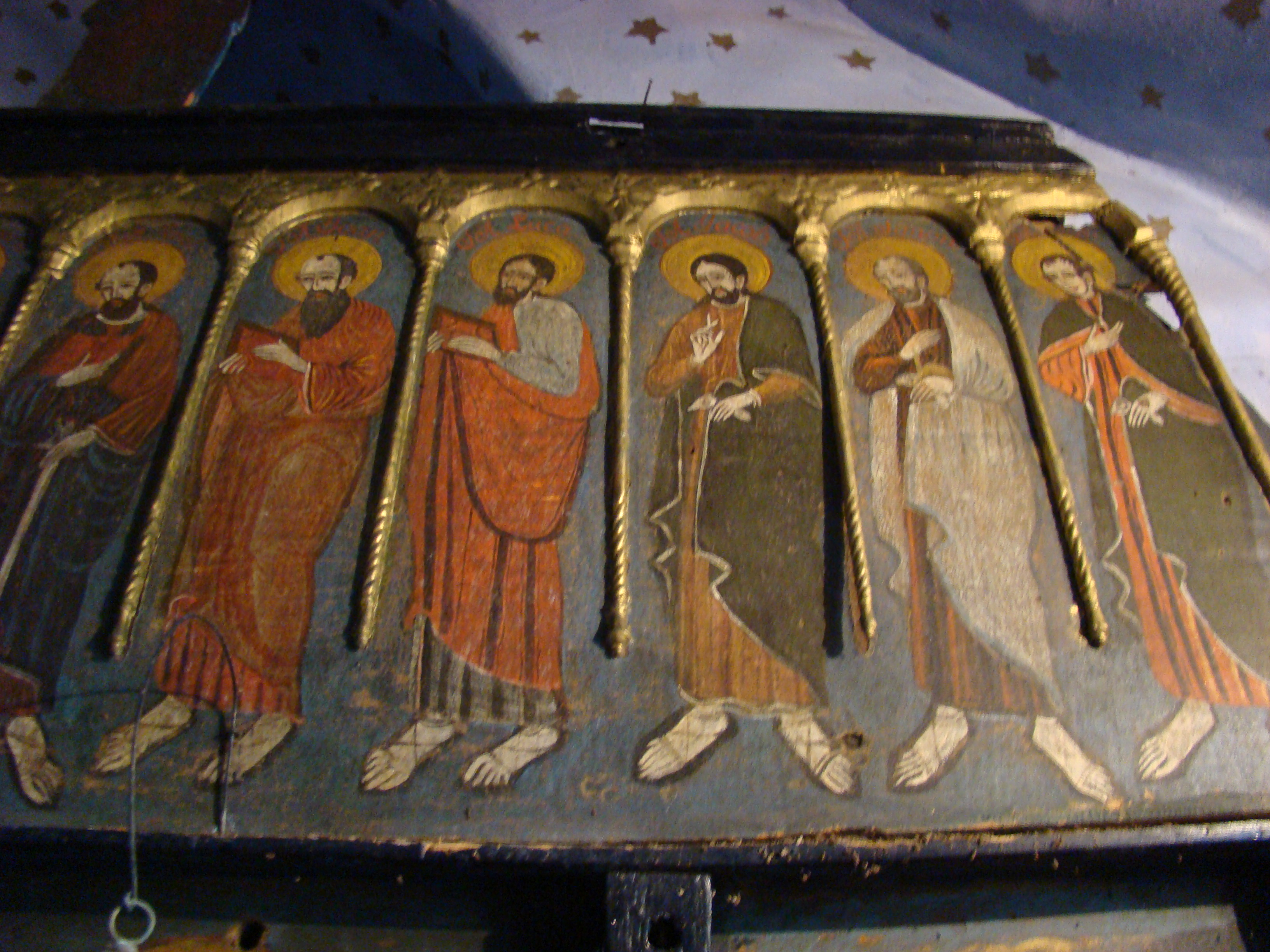
Catapeteasma (detaliu)
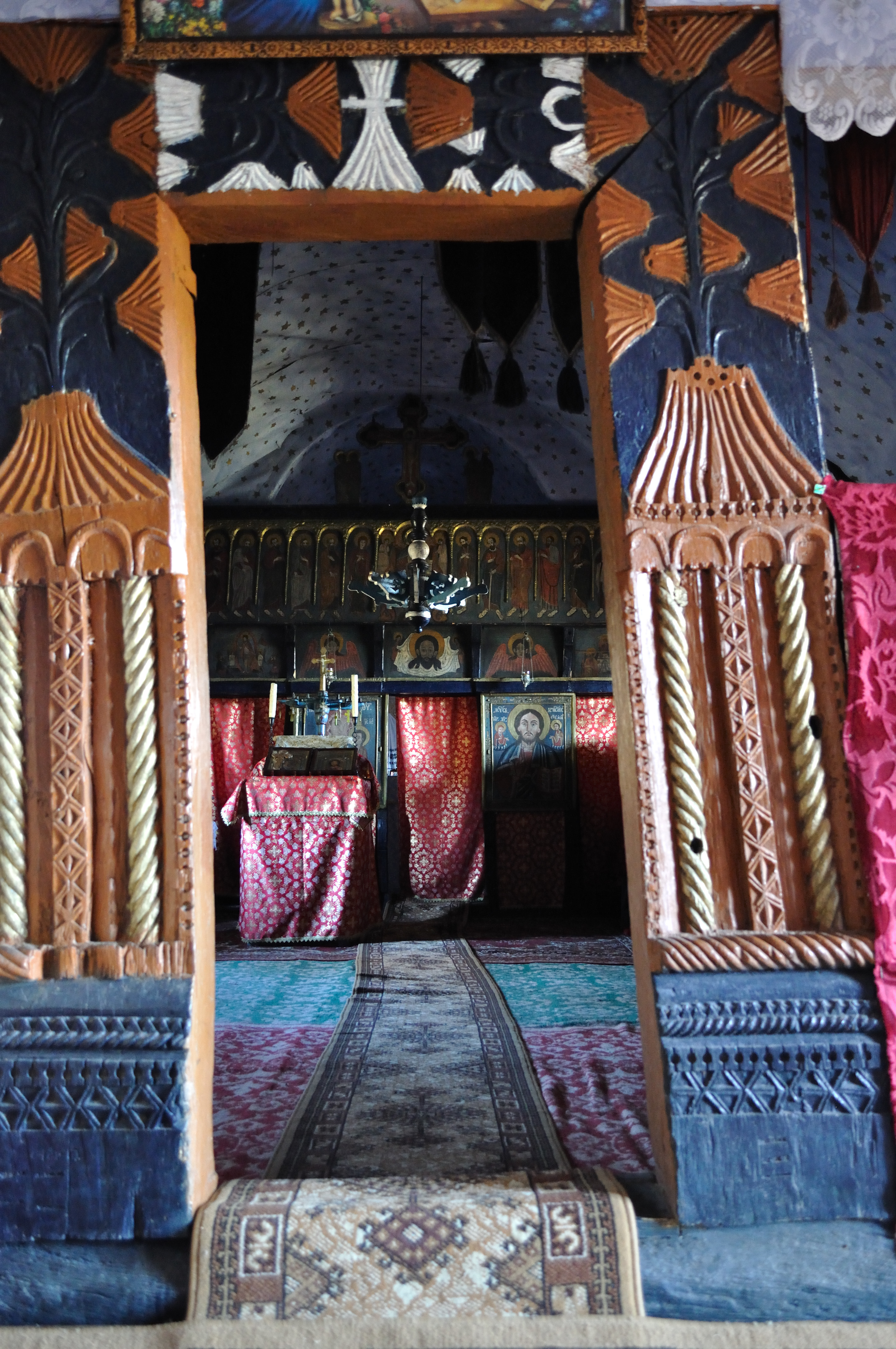
Portalul interior
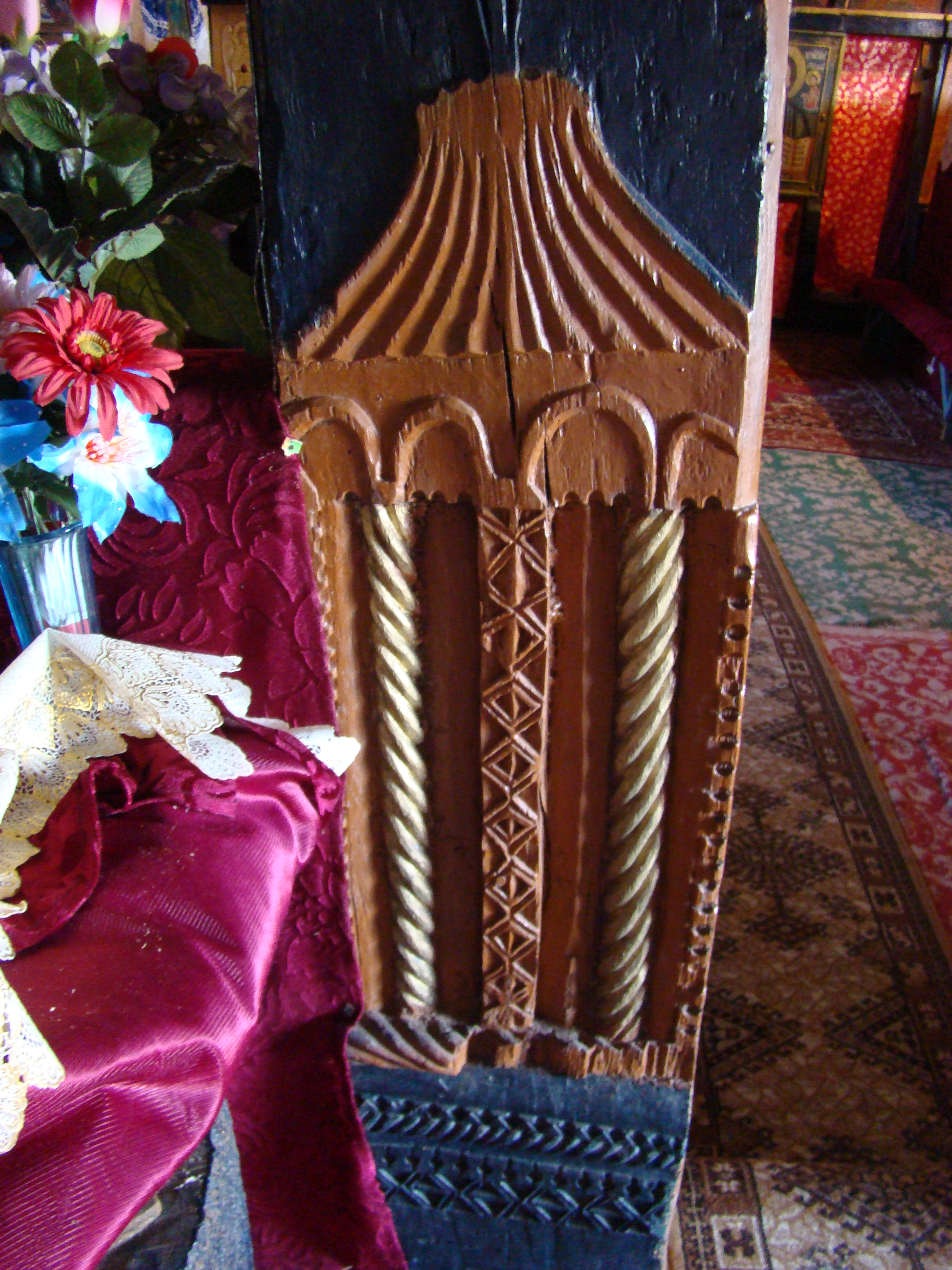
Portalul interior (detaliu)
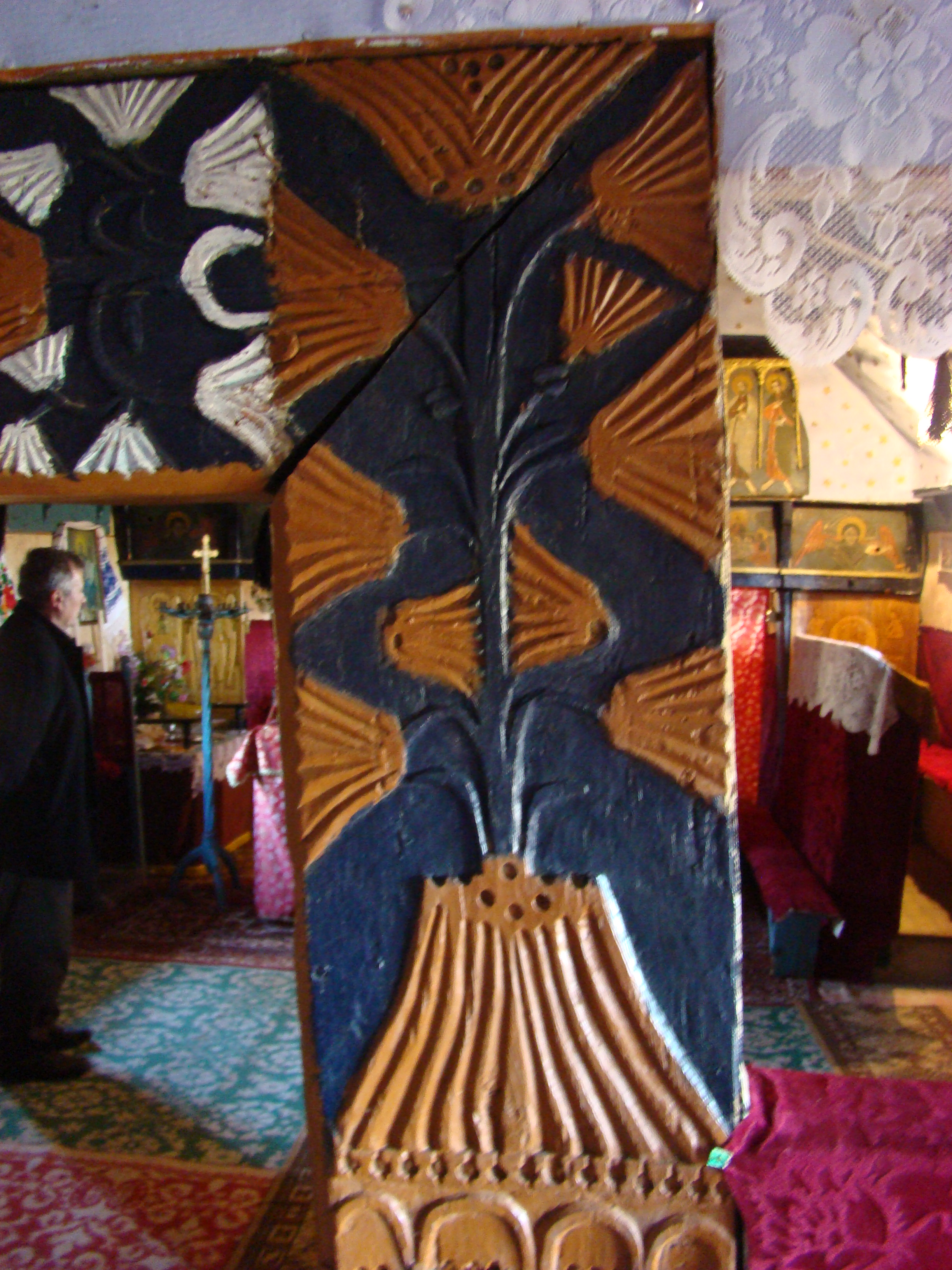
Portalul interior (detaliu)
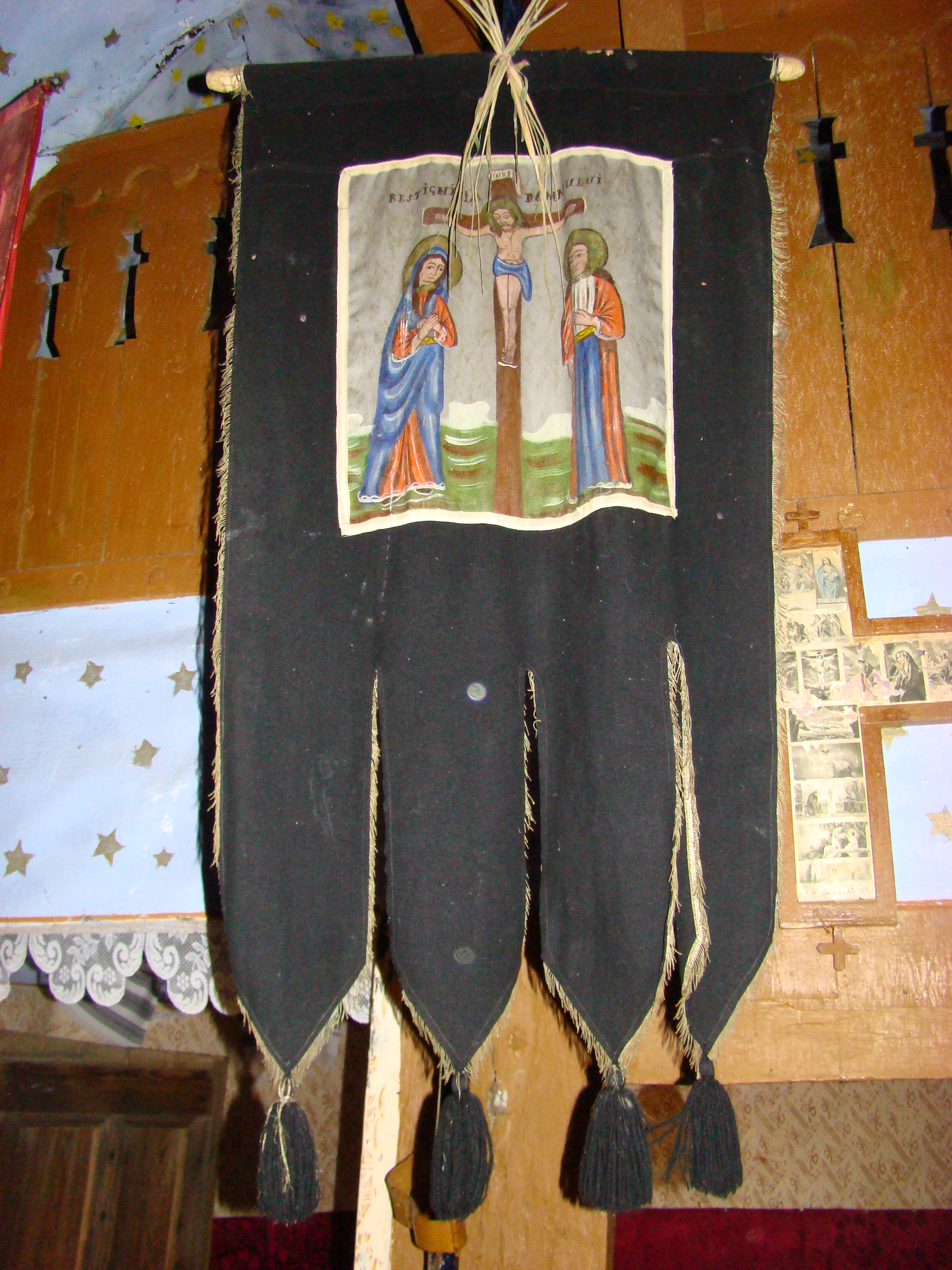
Prapur
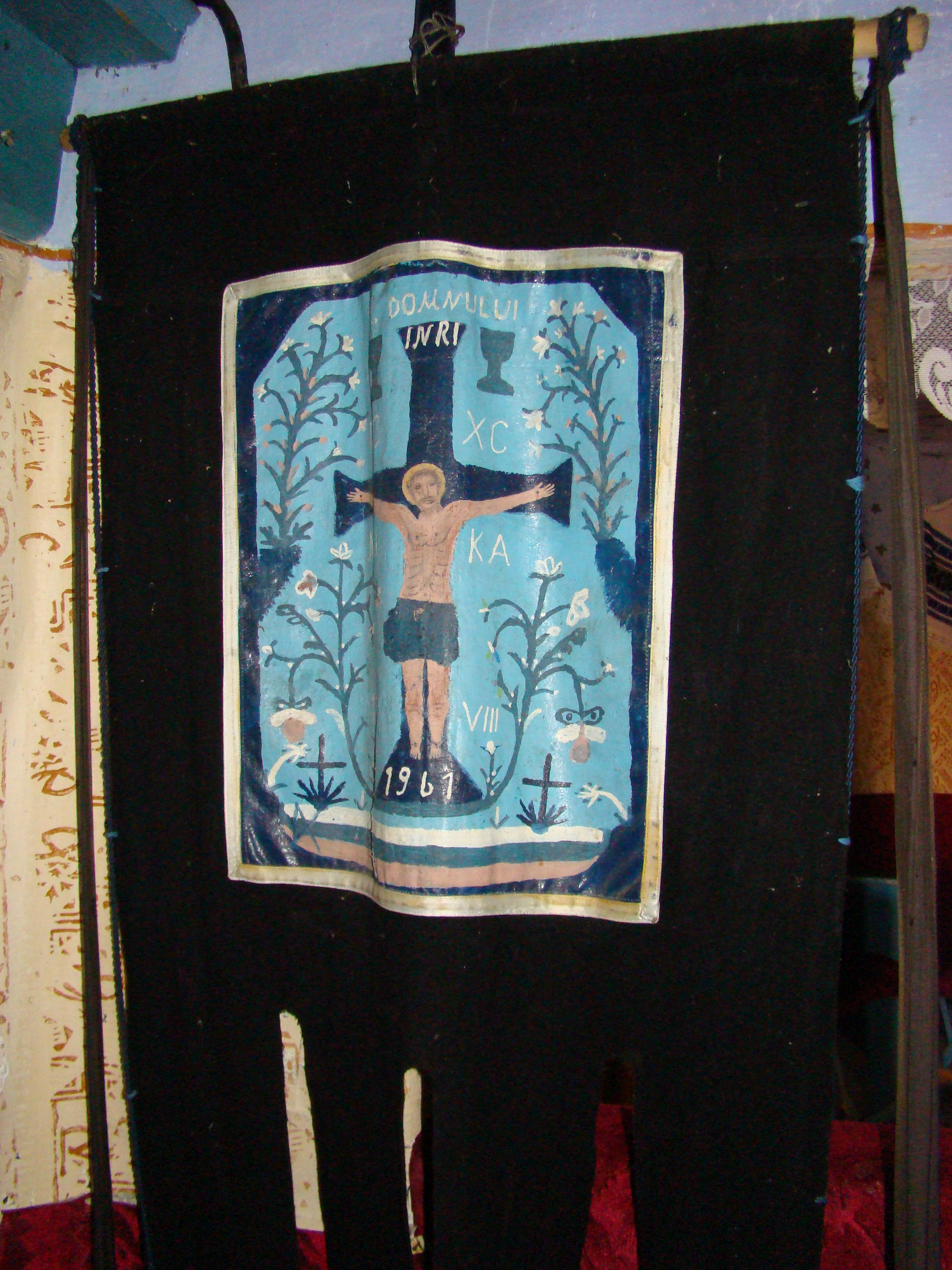
Prapur
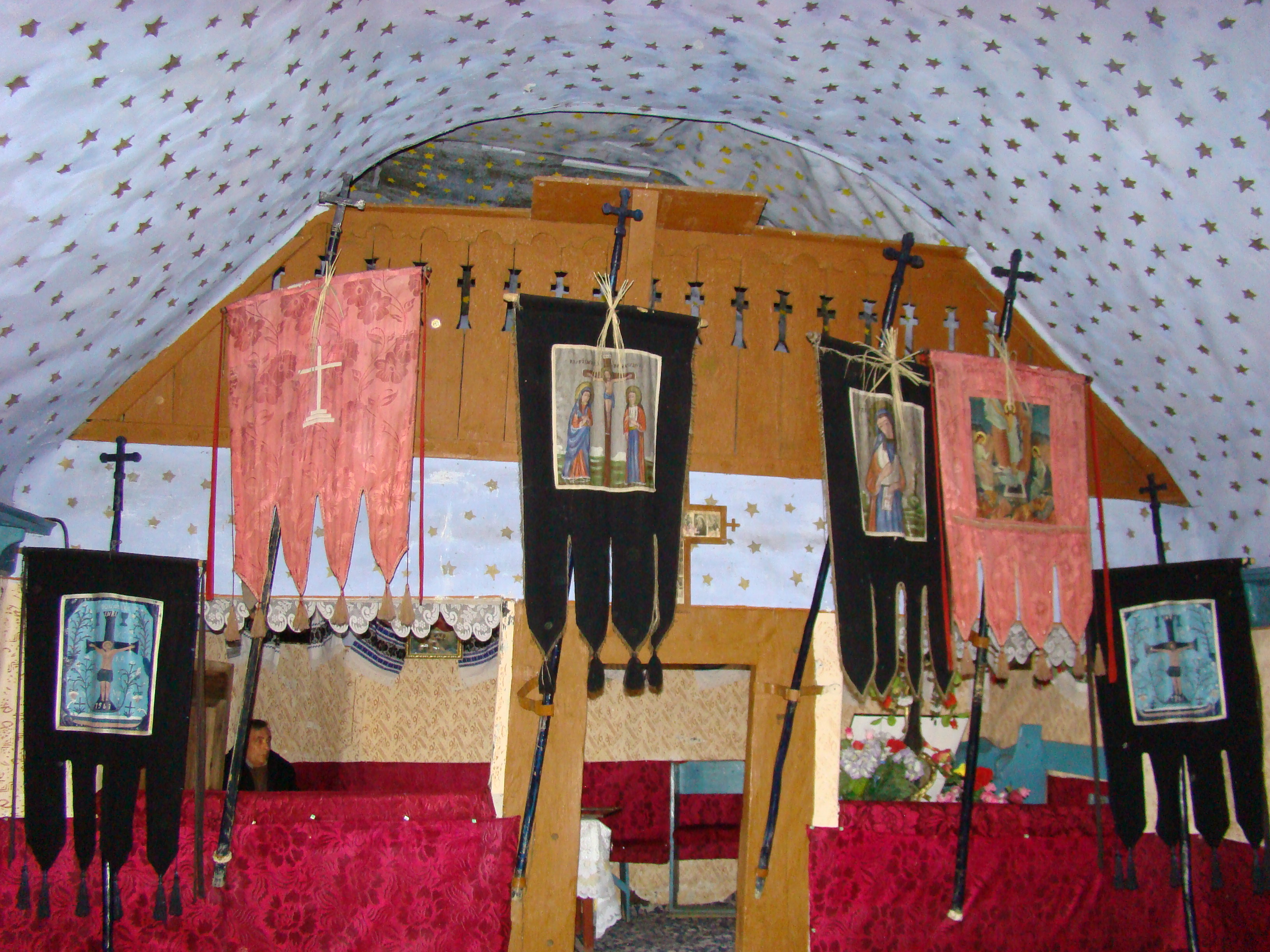
Interiorul navei spre pronaos
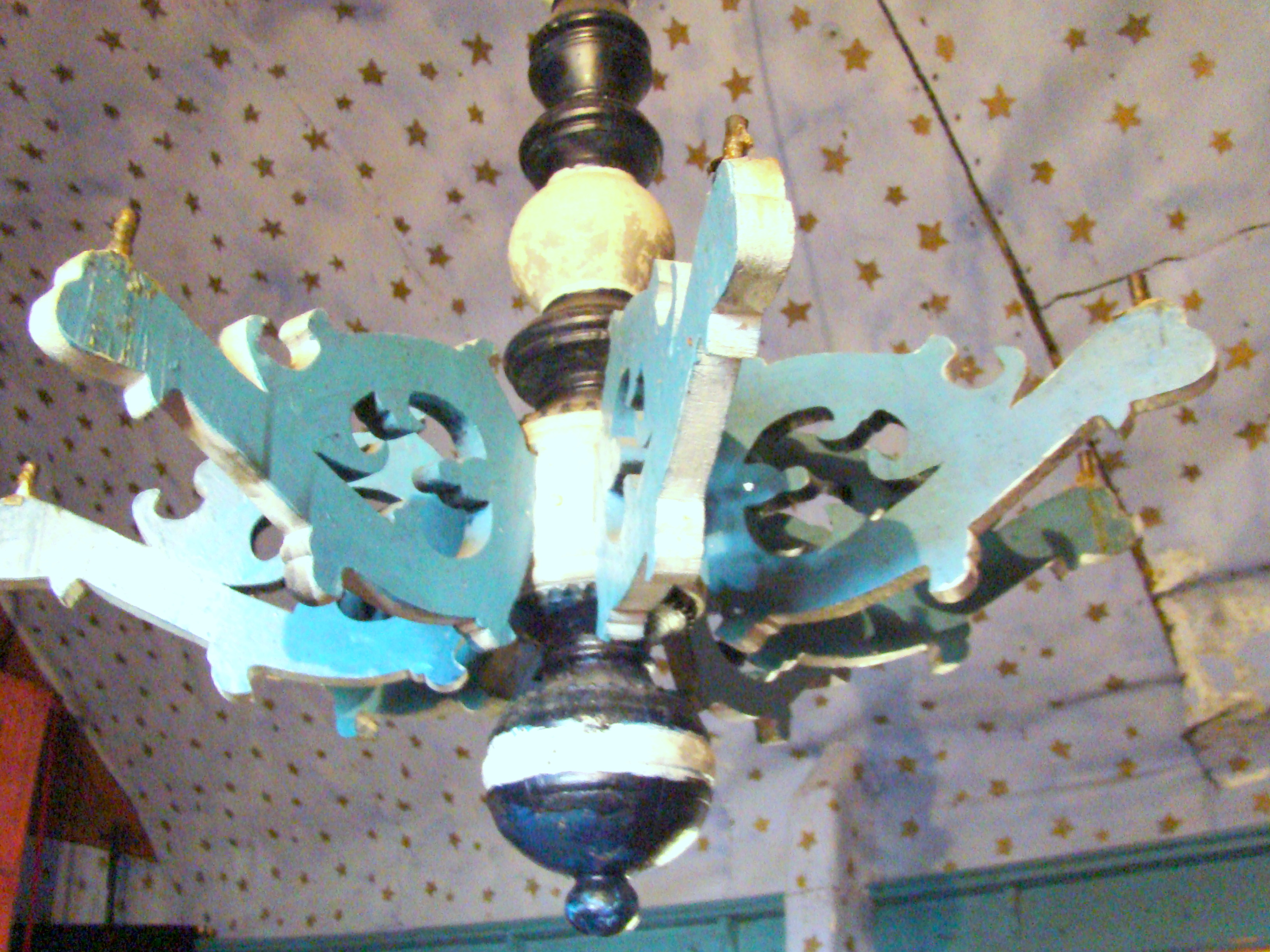
Candelabru
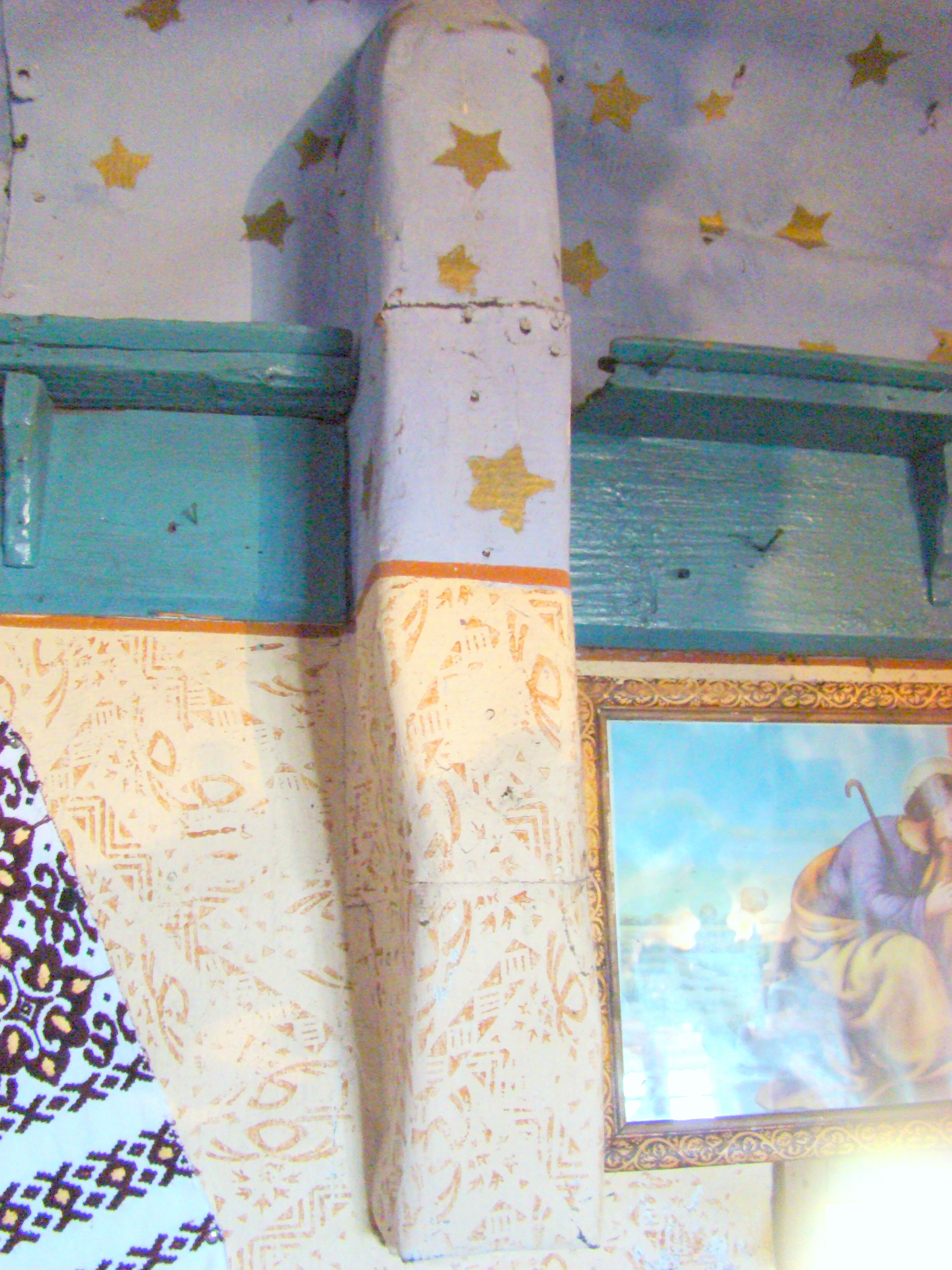
Consolă
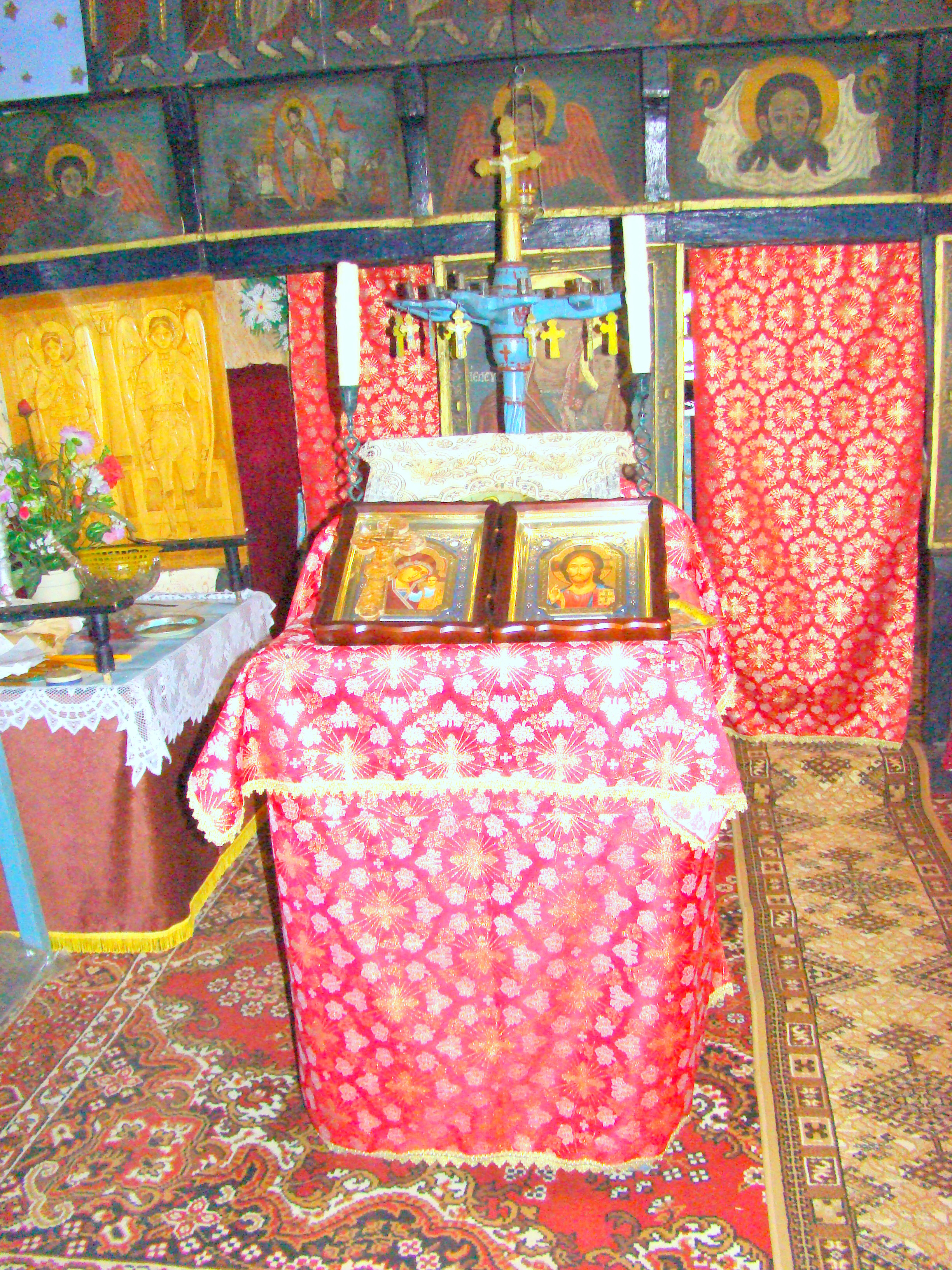
Tetrapod
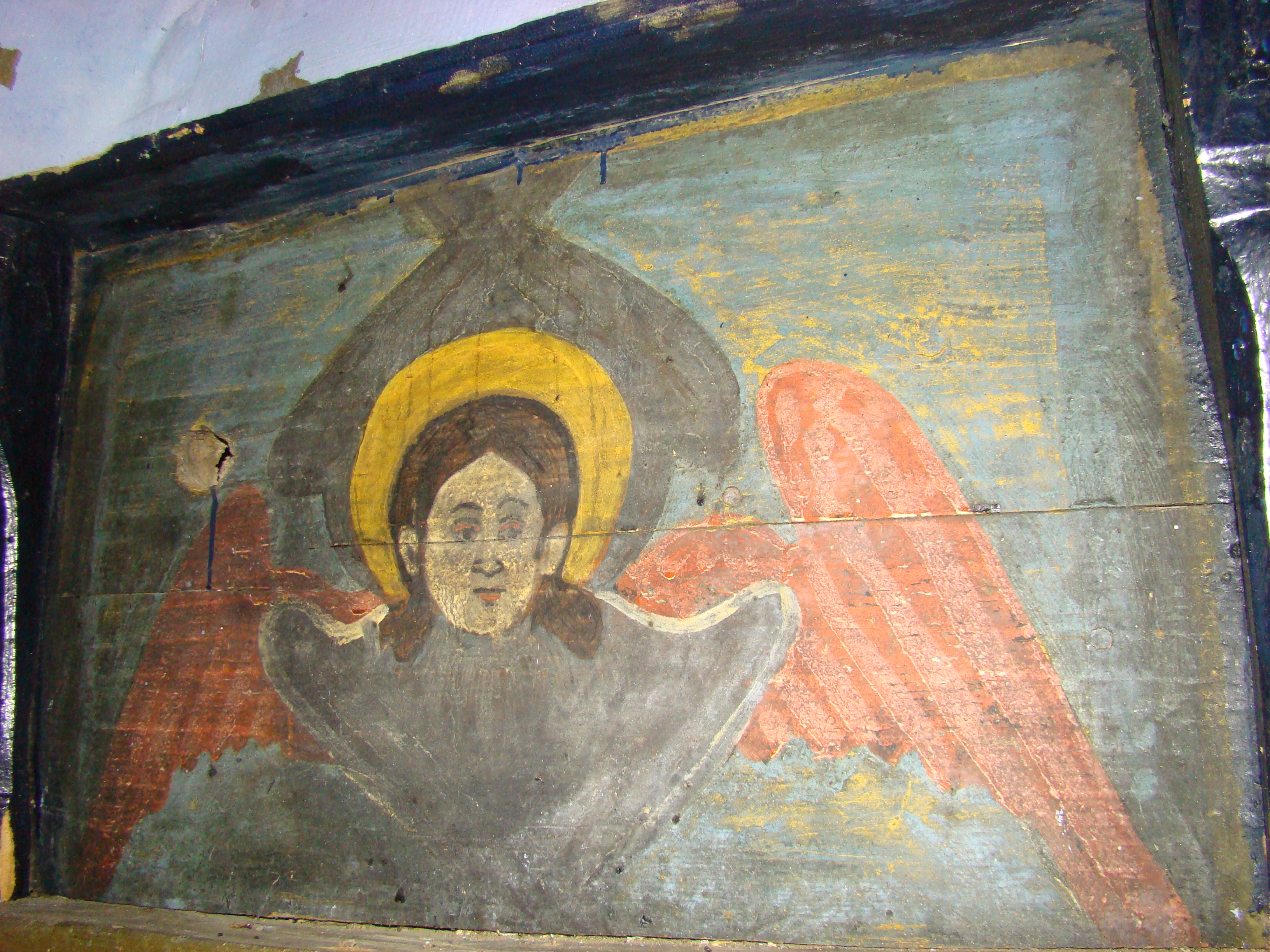
Detaliu pictura catapetesmei
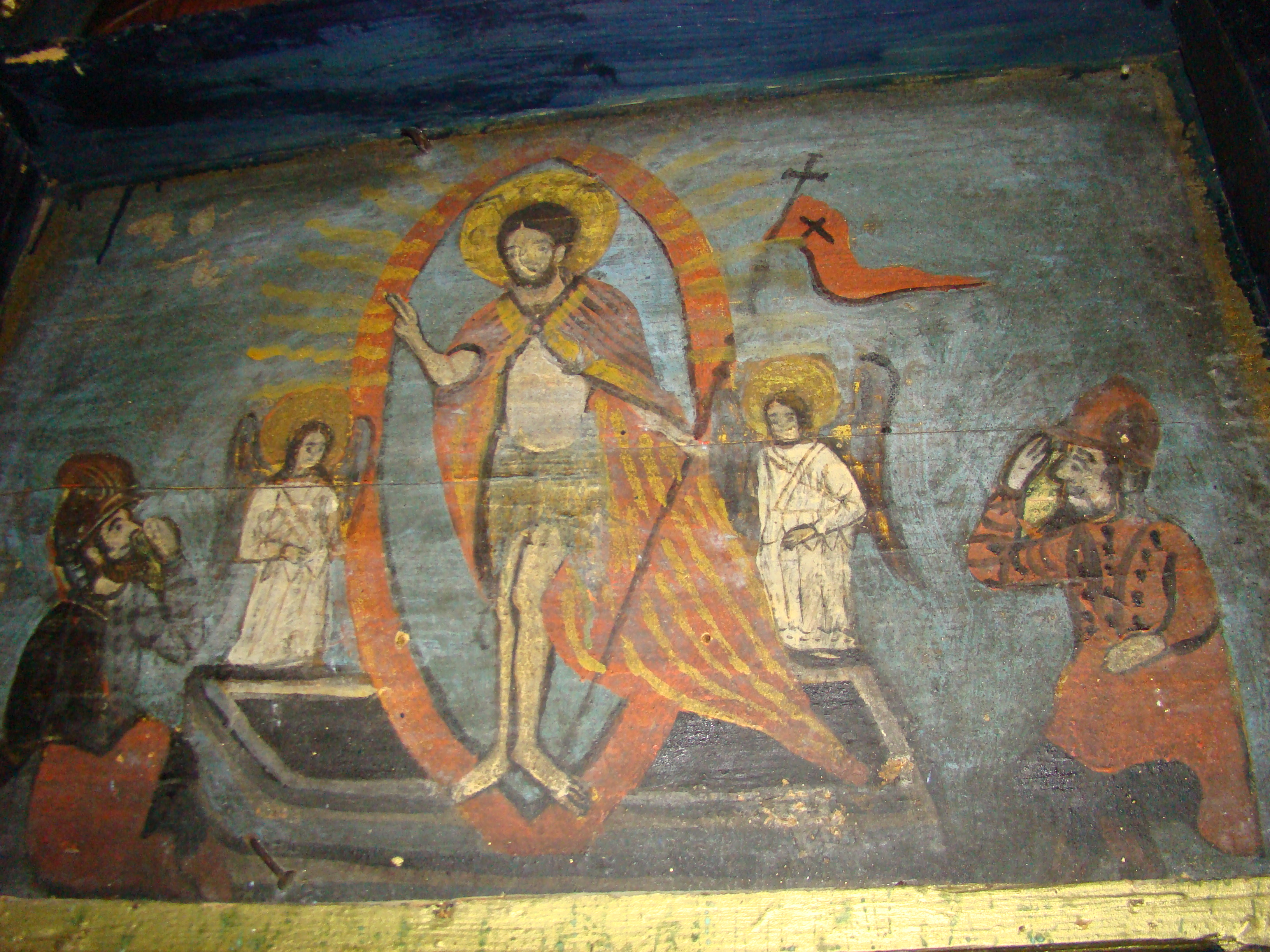
Detaliu pictura catapetesmei
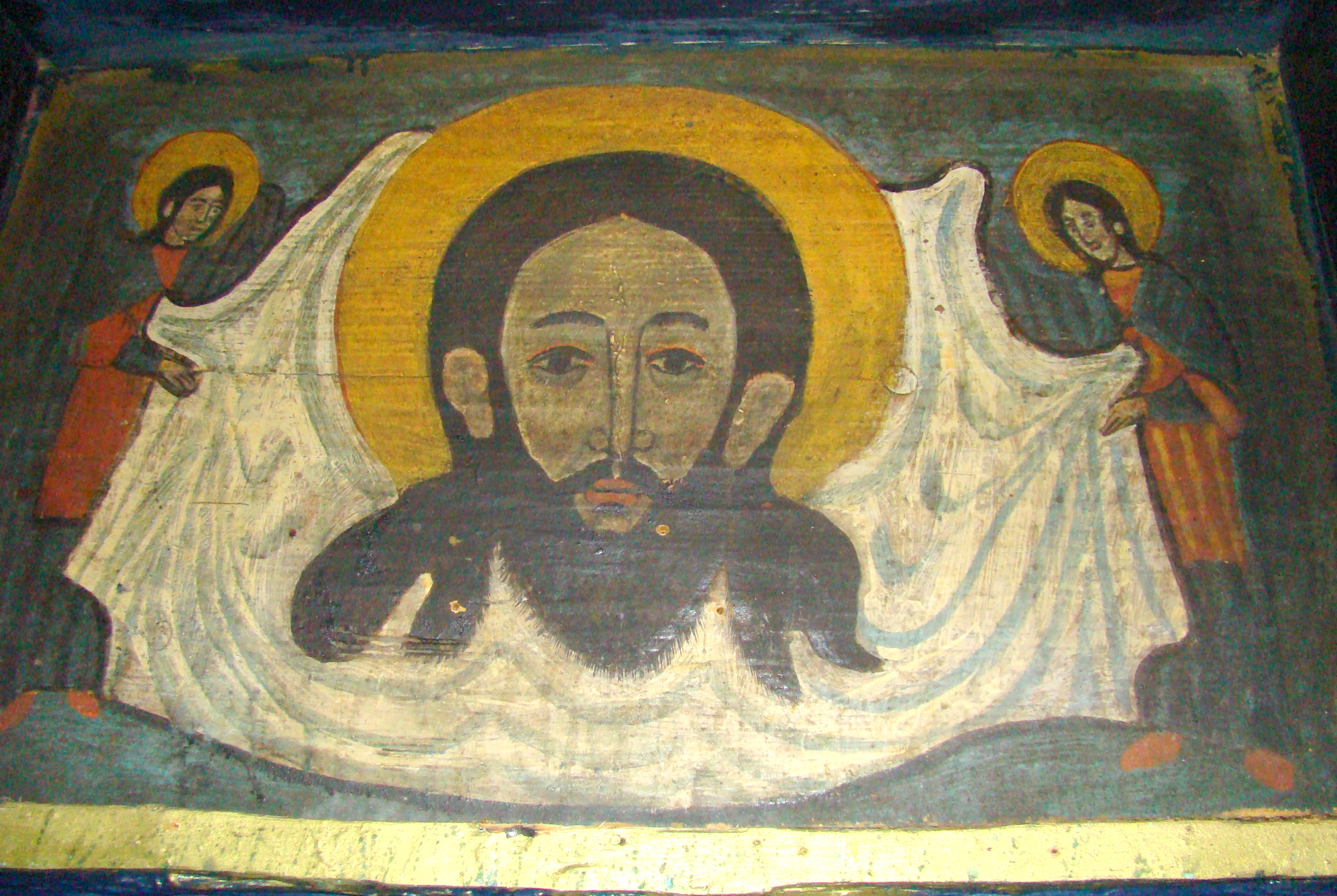
Detaliu pictura catapetesmei
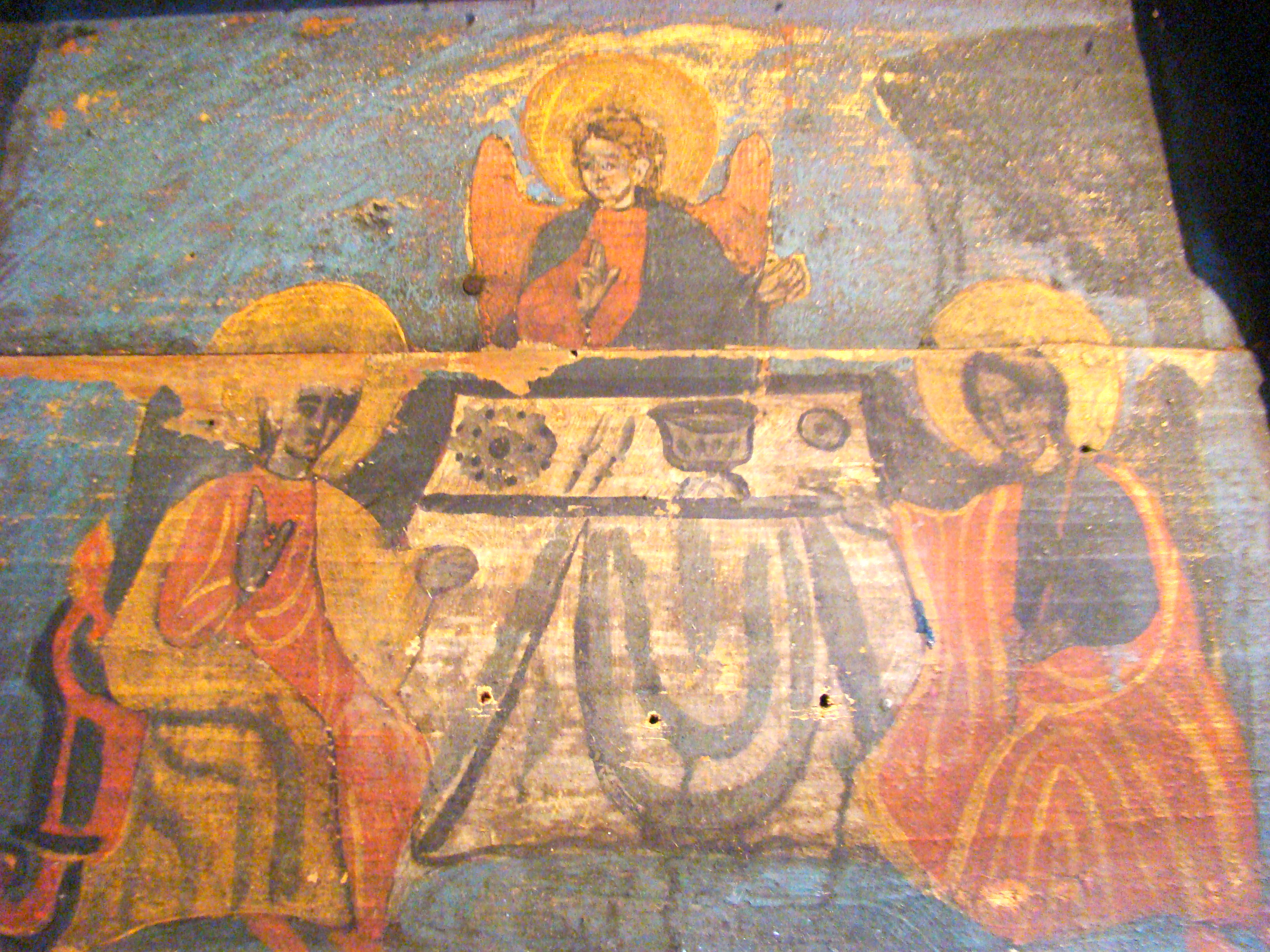
Detaliu pictura catapetesmei
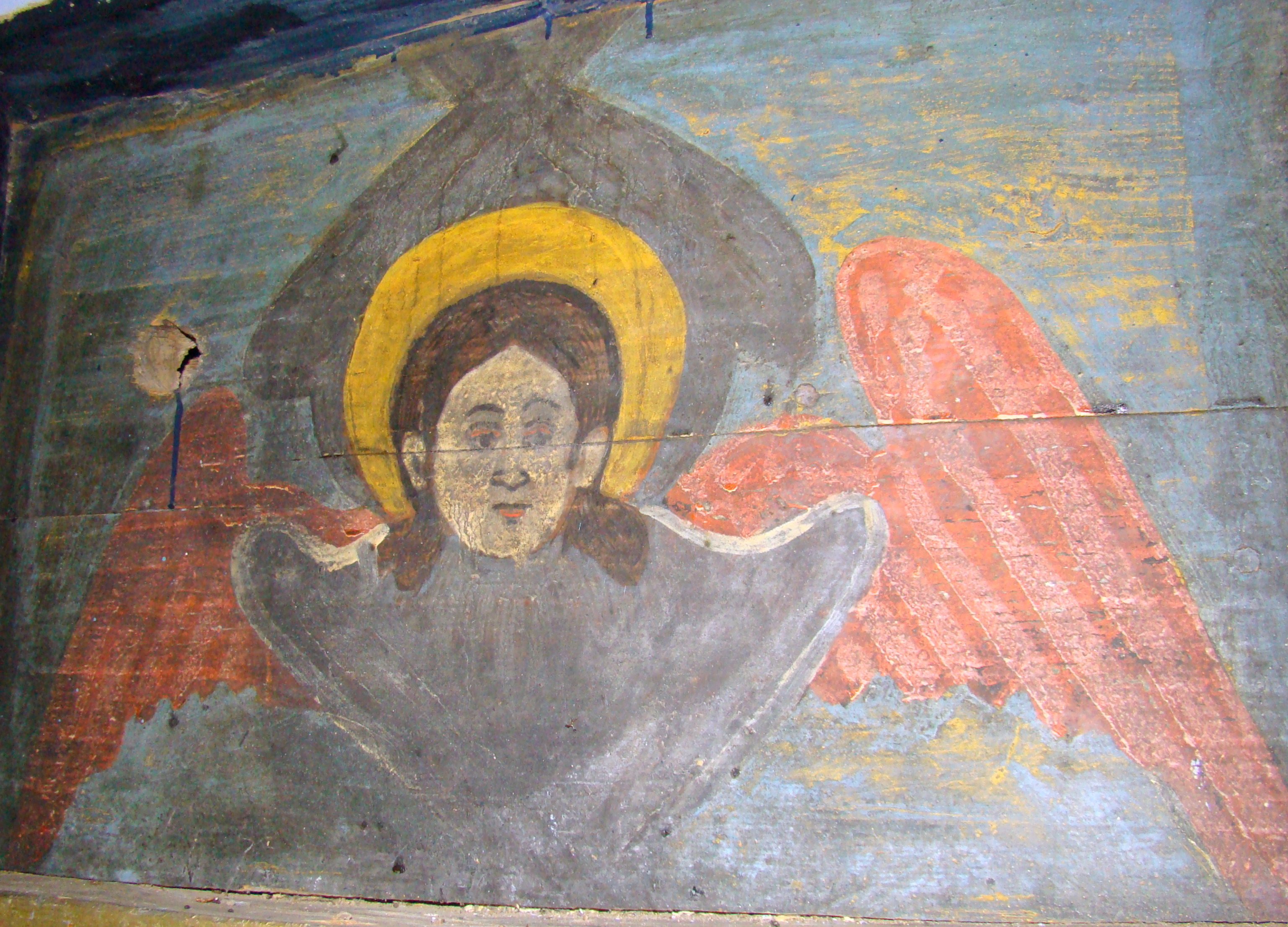
Detaliu pictura catapetesmei

## Imagini din exterior

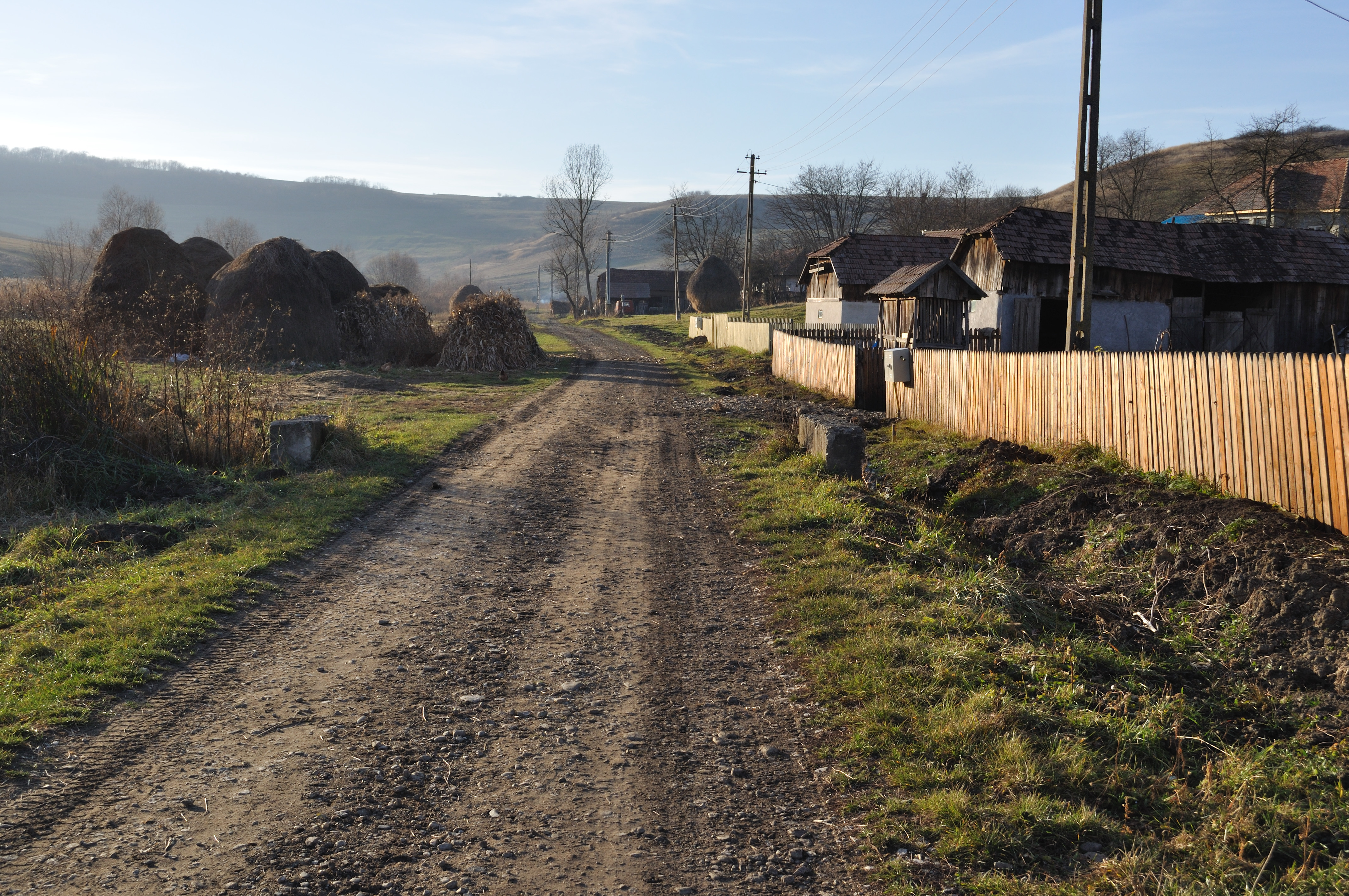
Drumul spre biserică
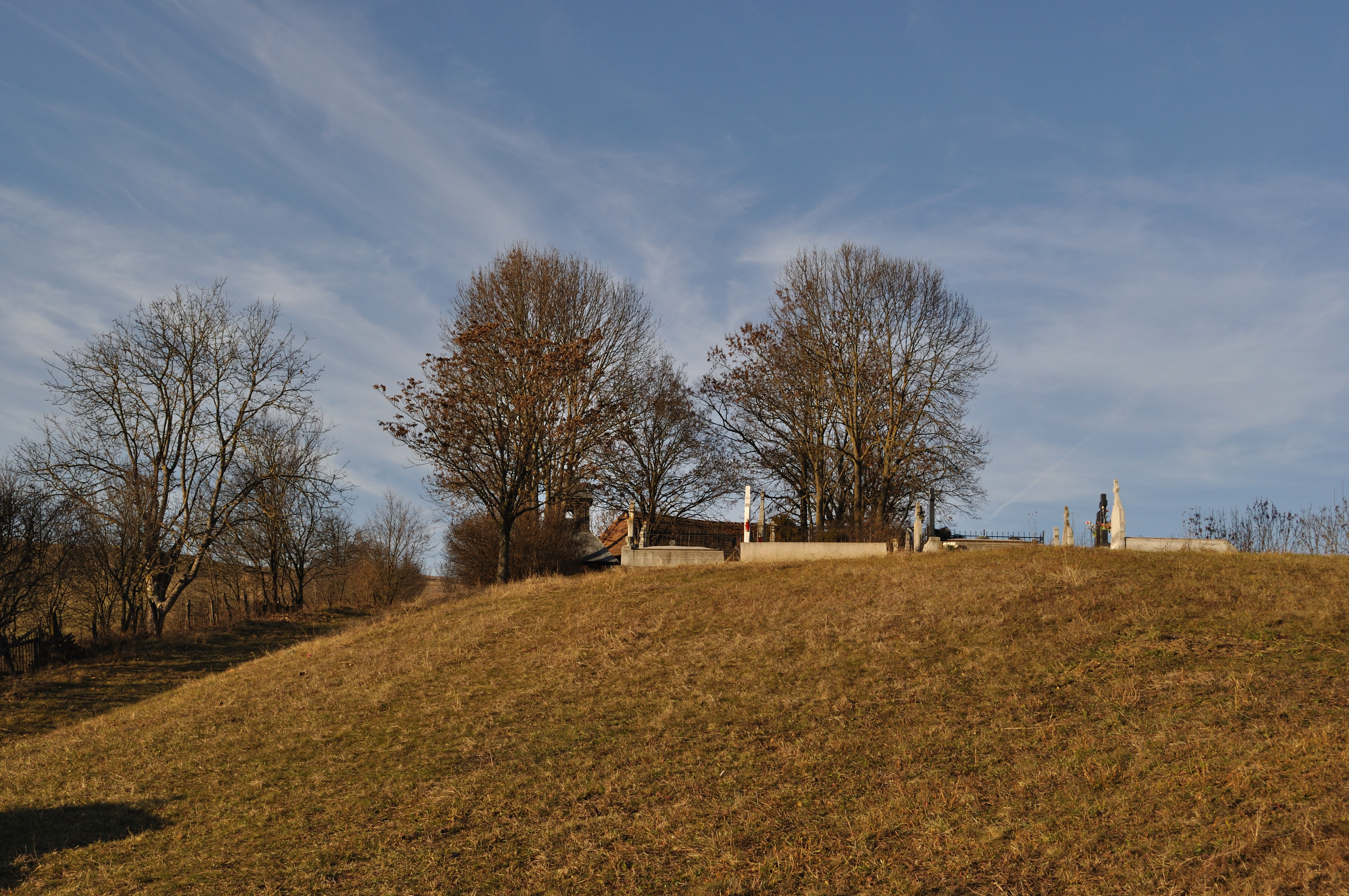
Dealul bisericii
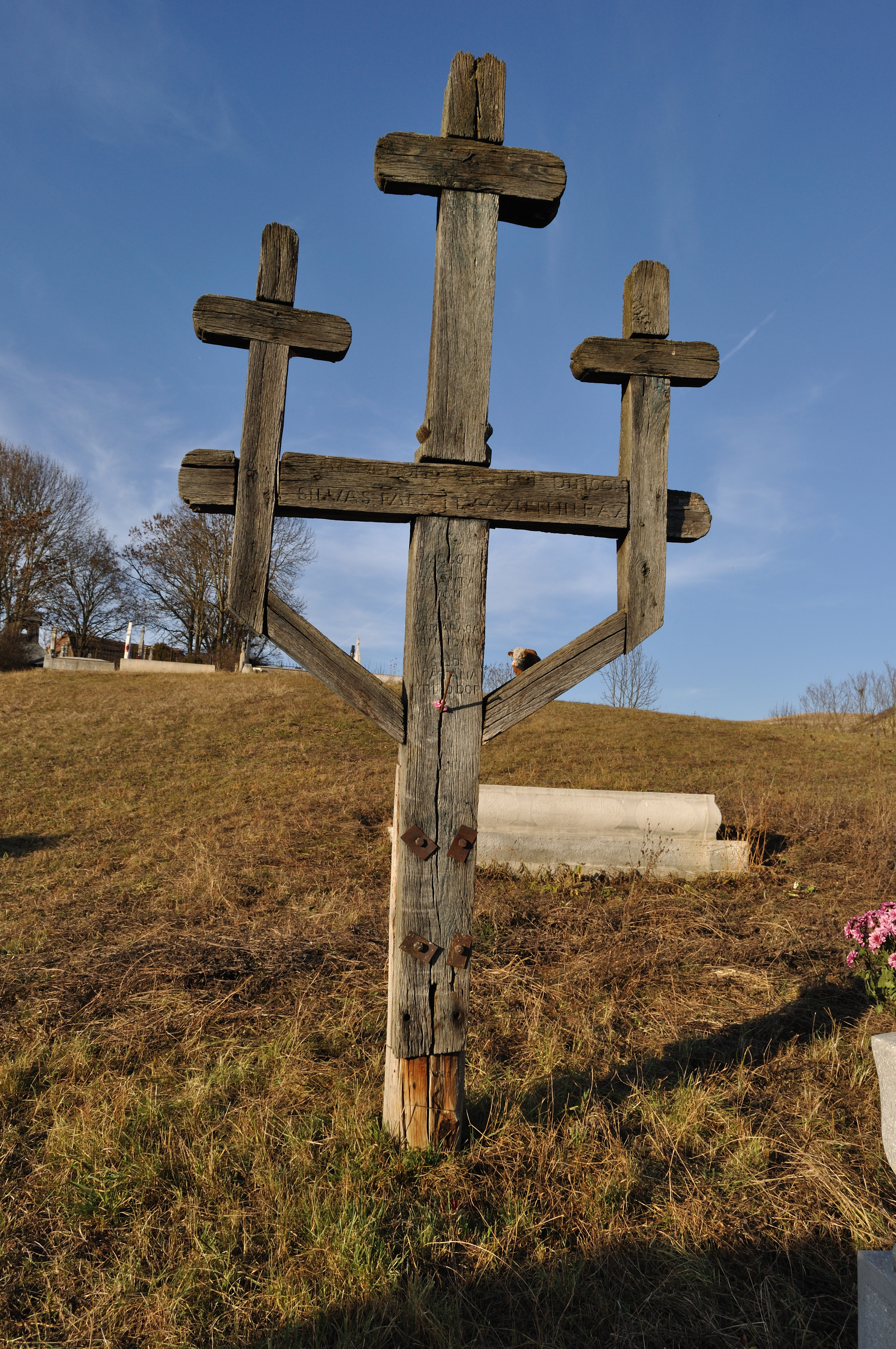
Crucea eroilor
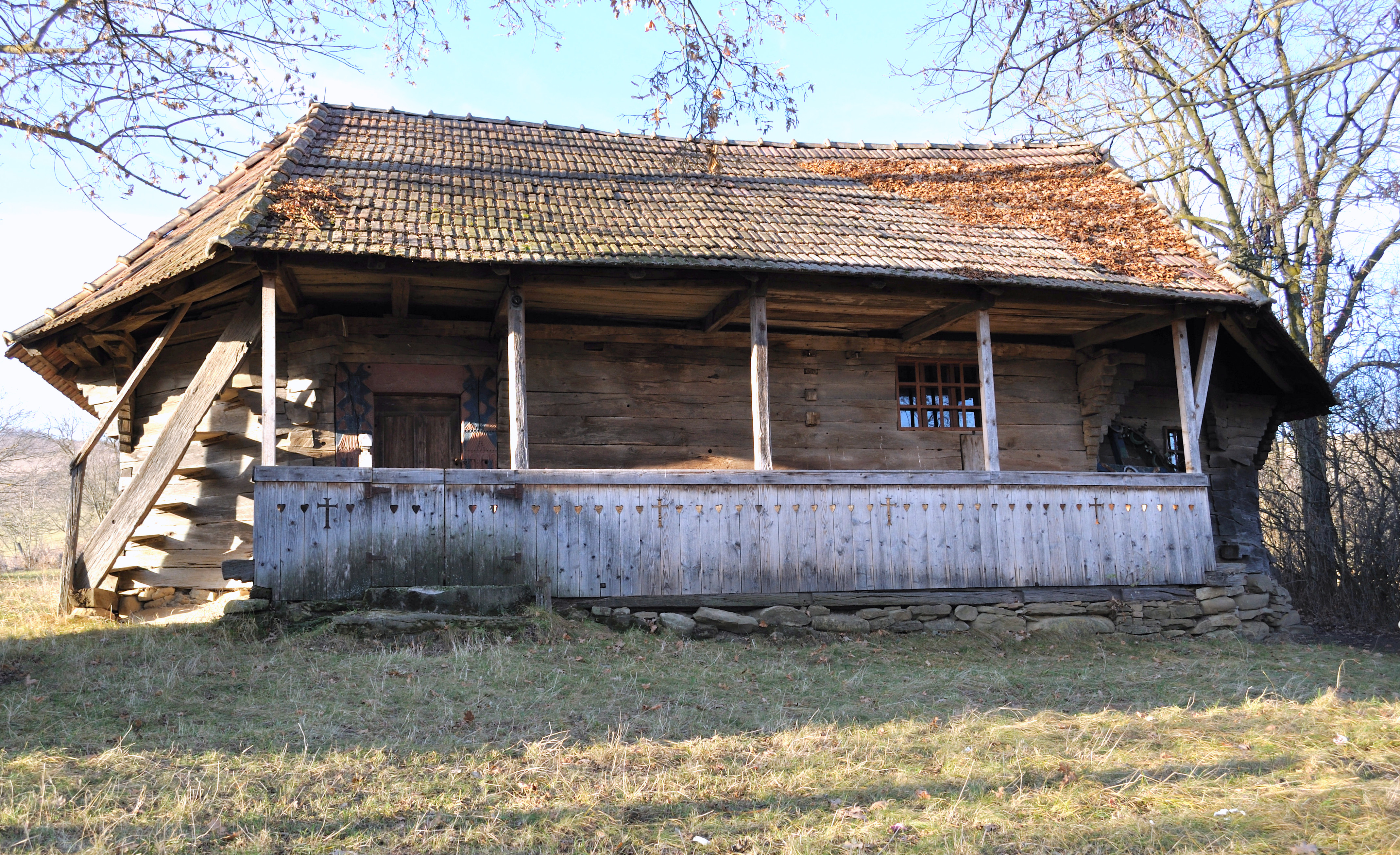
Biserica (sud)
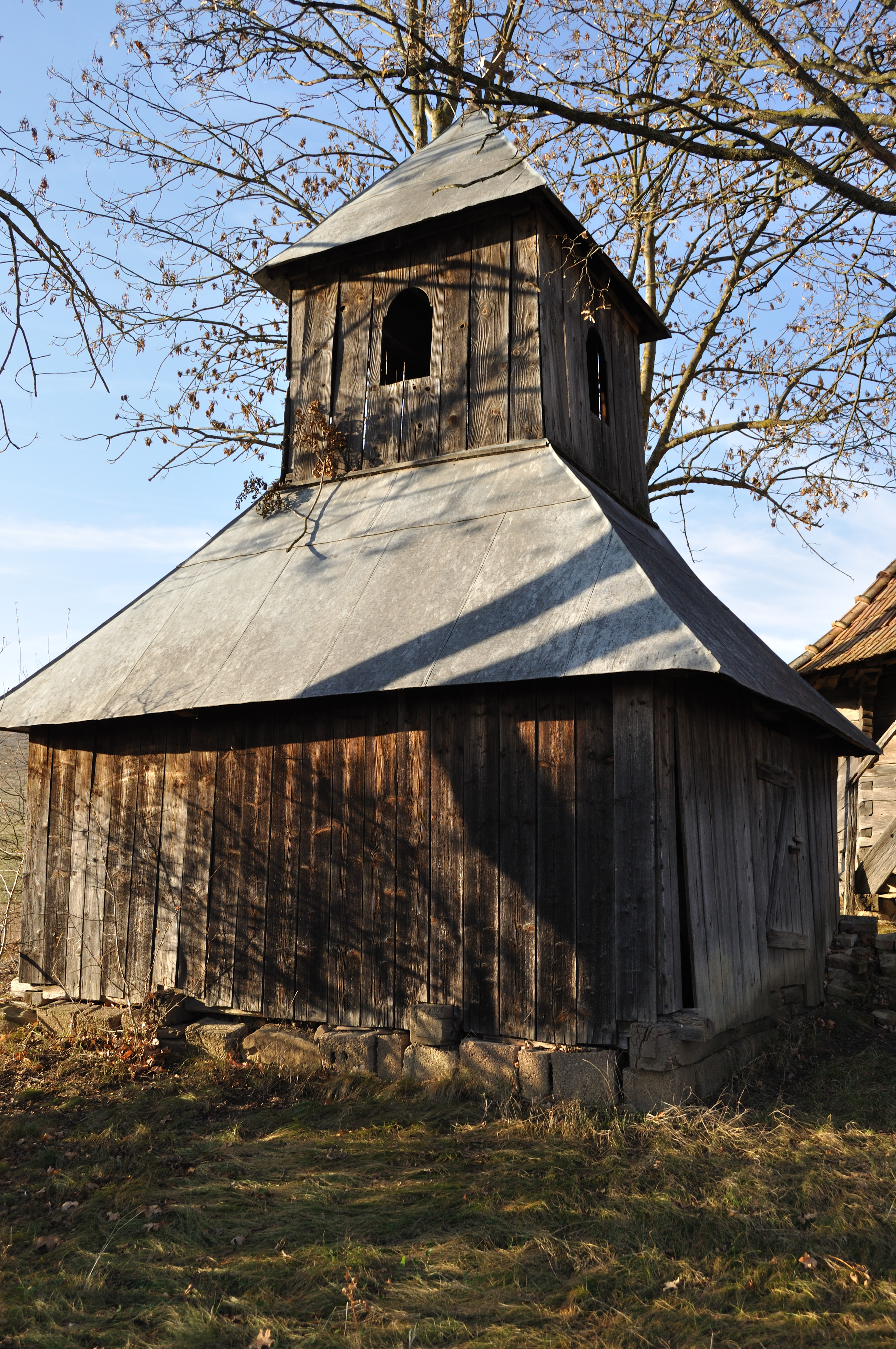
Clopotnița
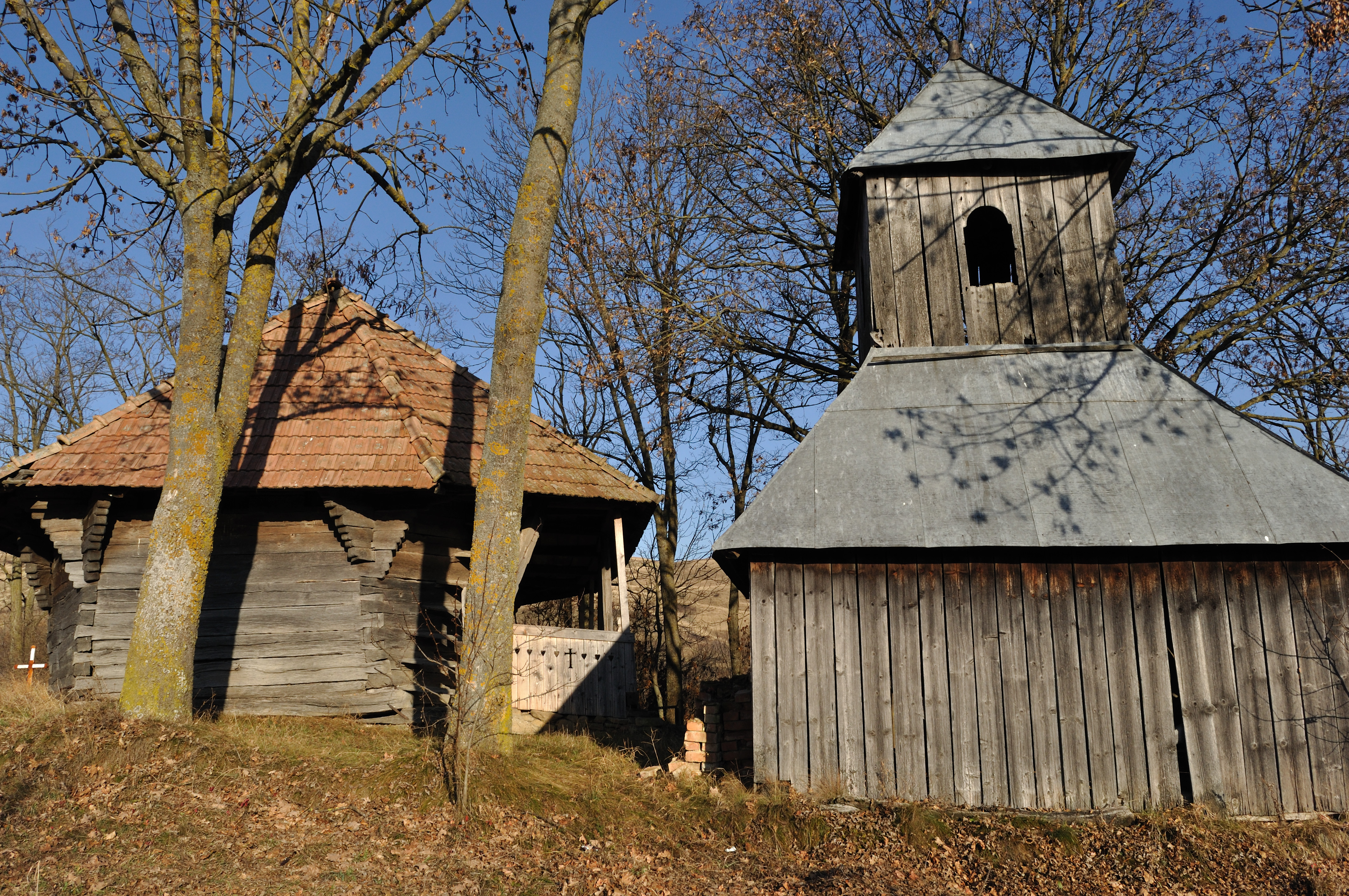
Biserica și clopotnița (vest)
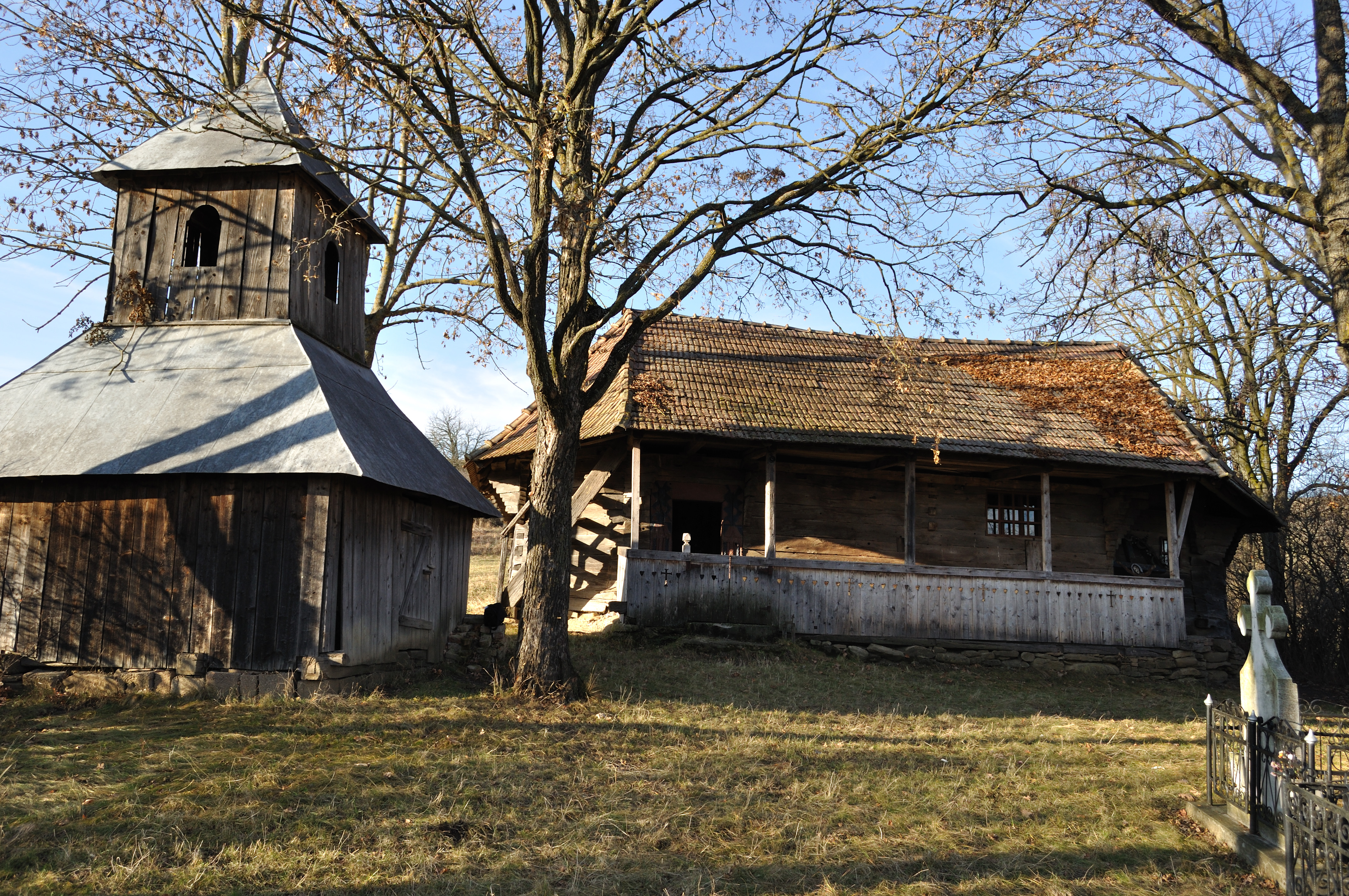
Biserica și clopotnița (sud)
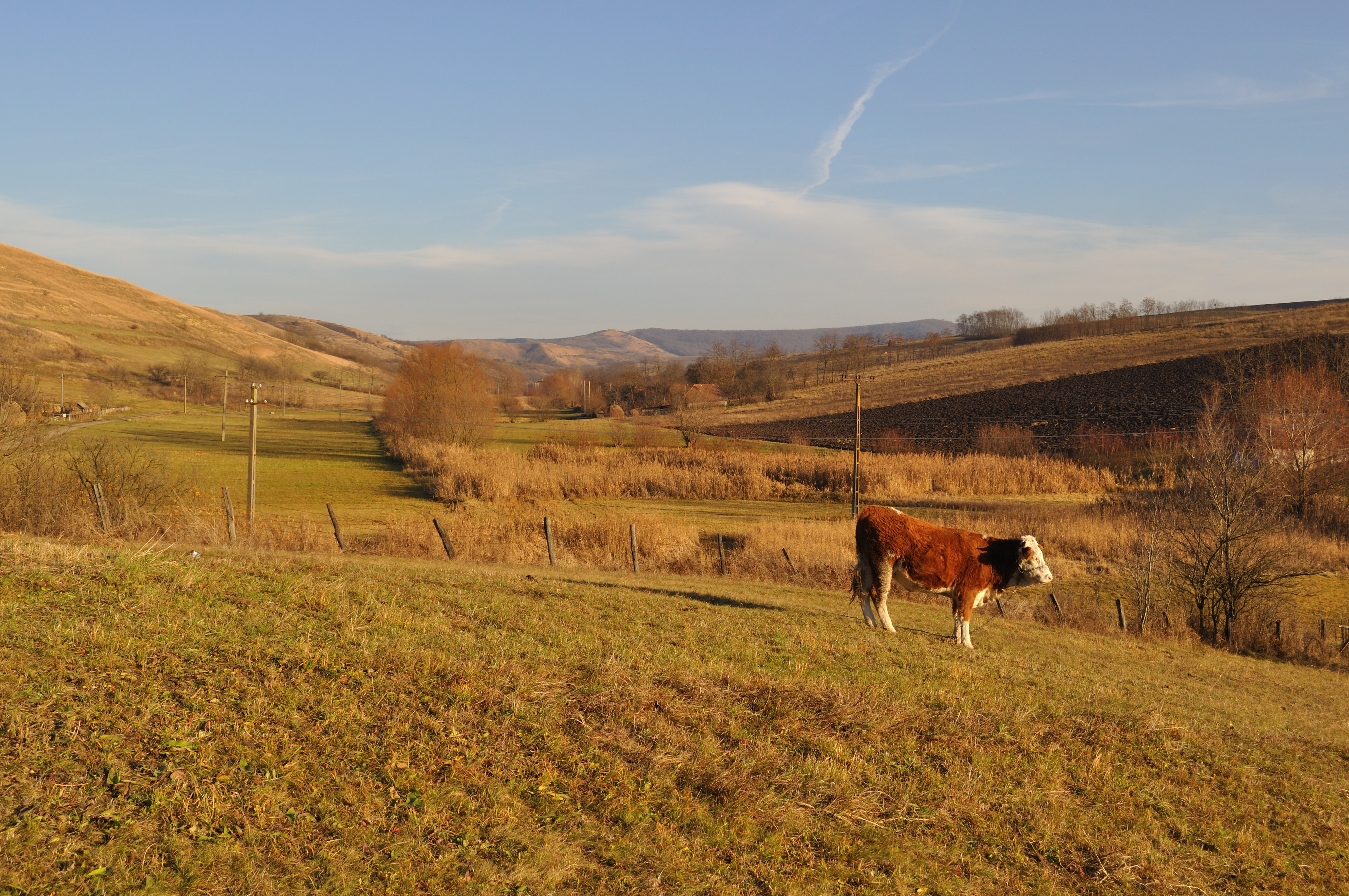
Împrejurimile bisericii
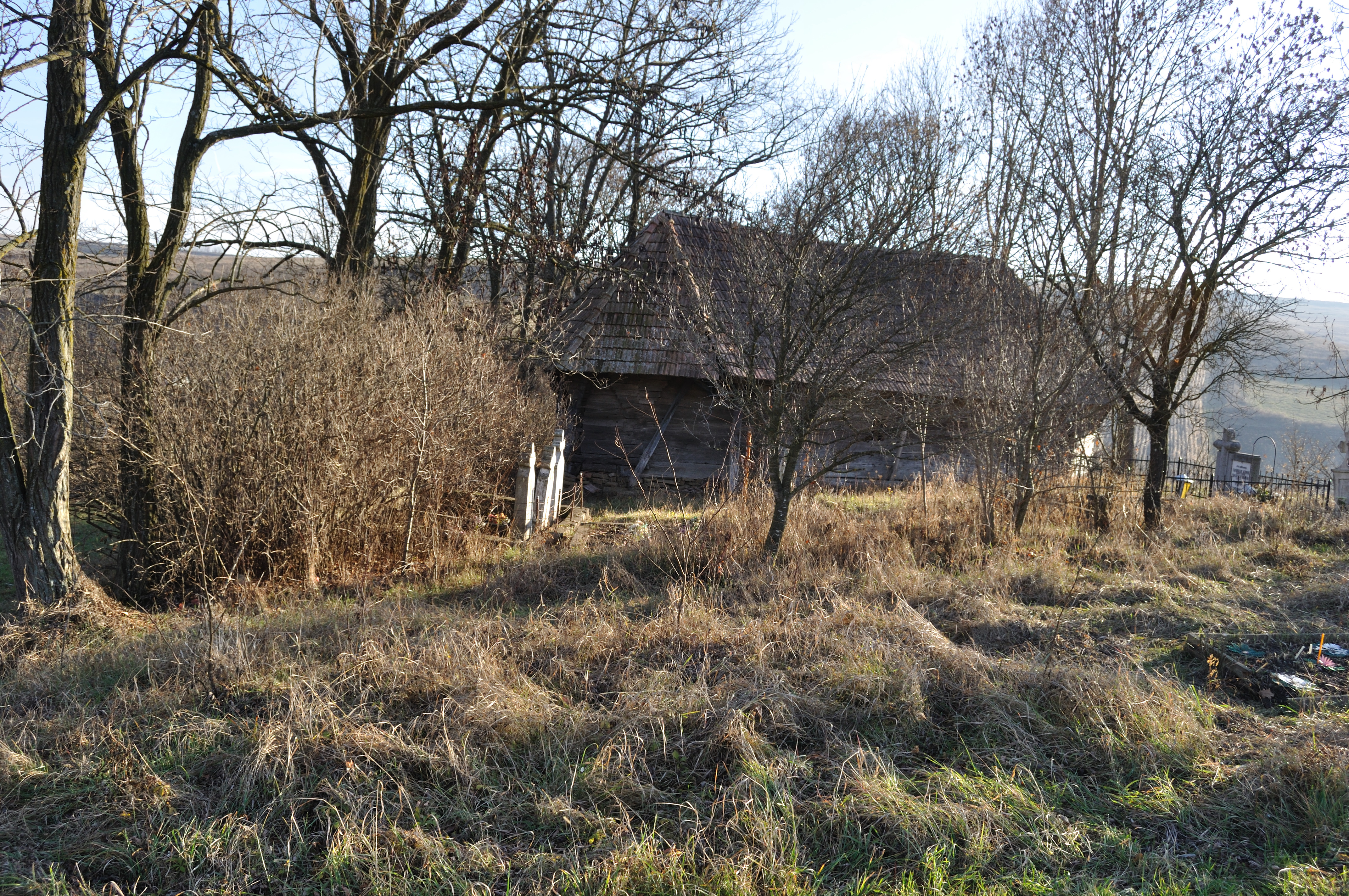
Biserica (nord)
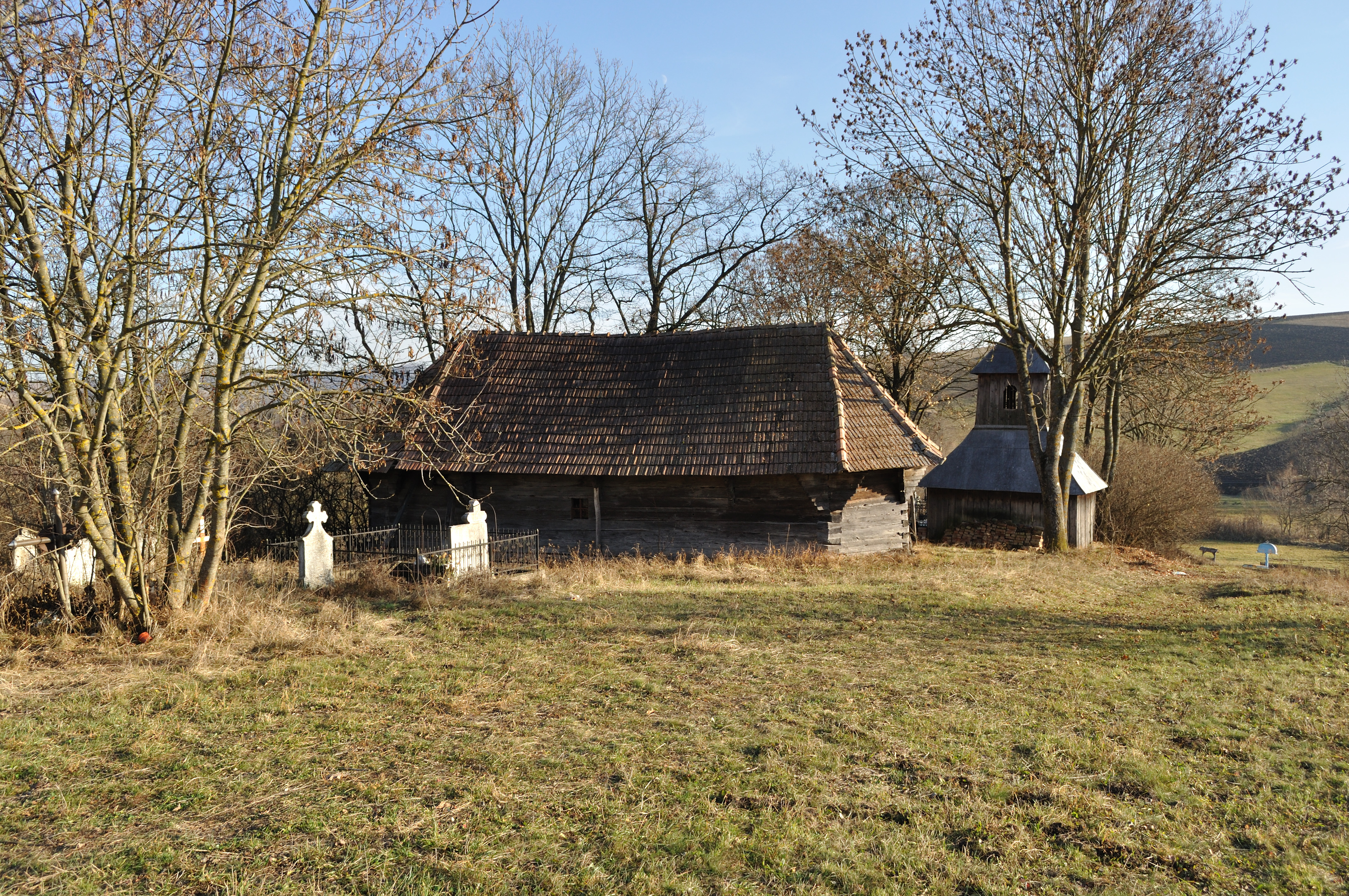
Biserica și clopotnița (nord)
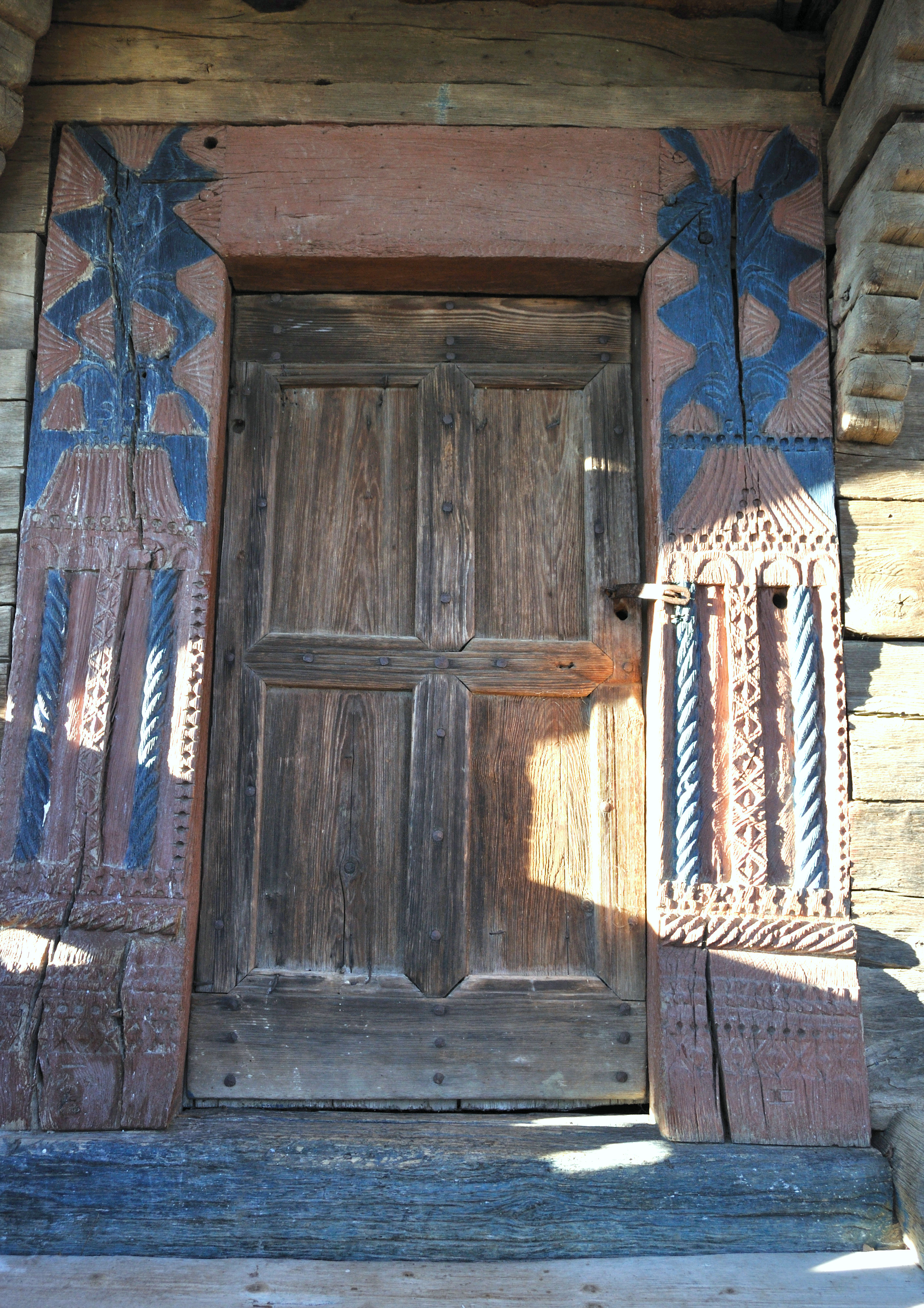
Portalul exterior
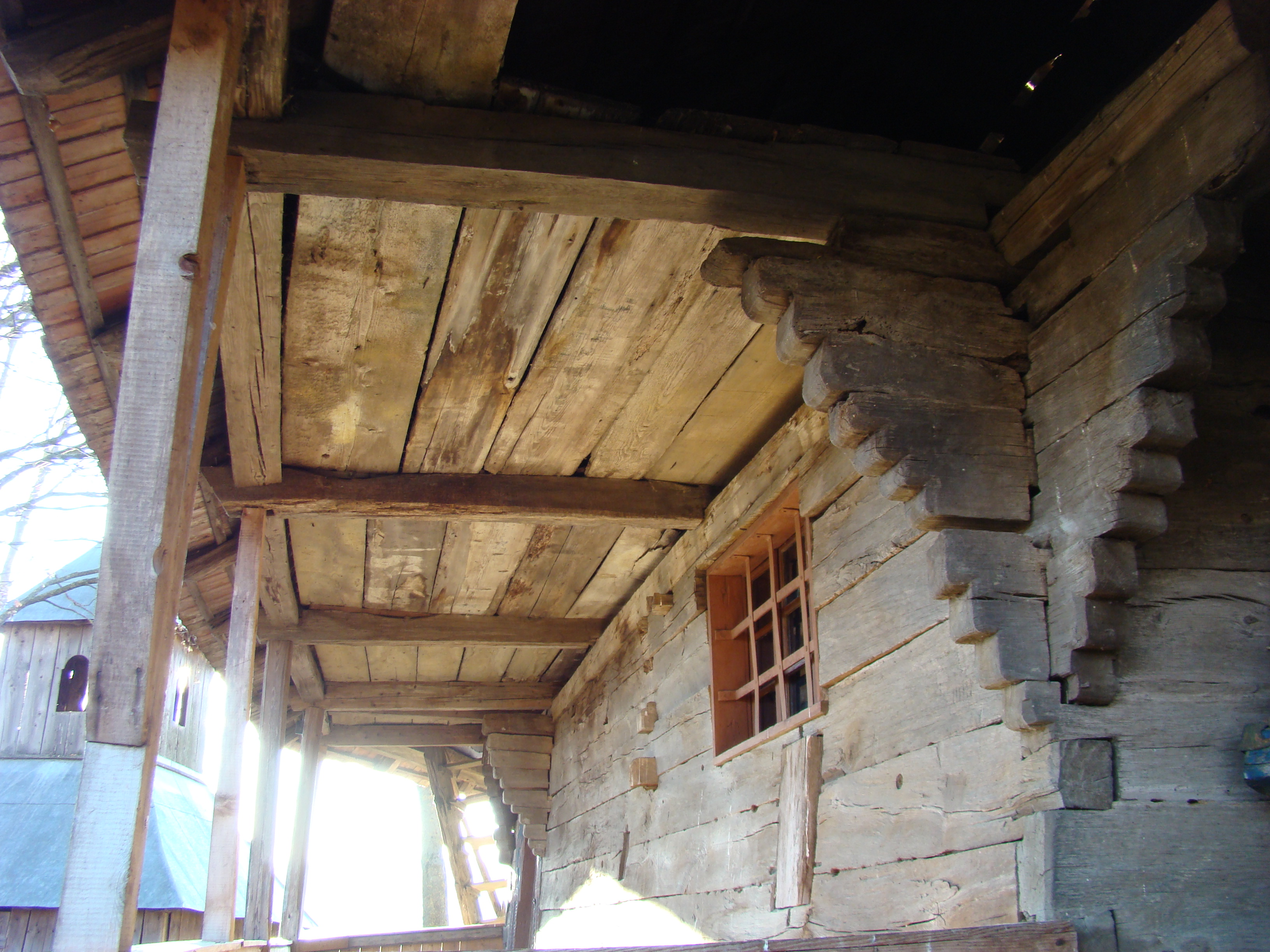
Pridvorul
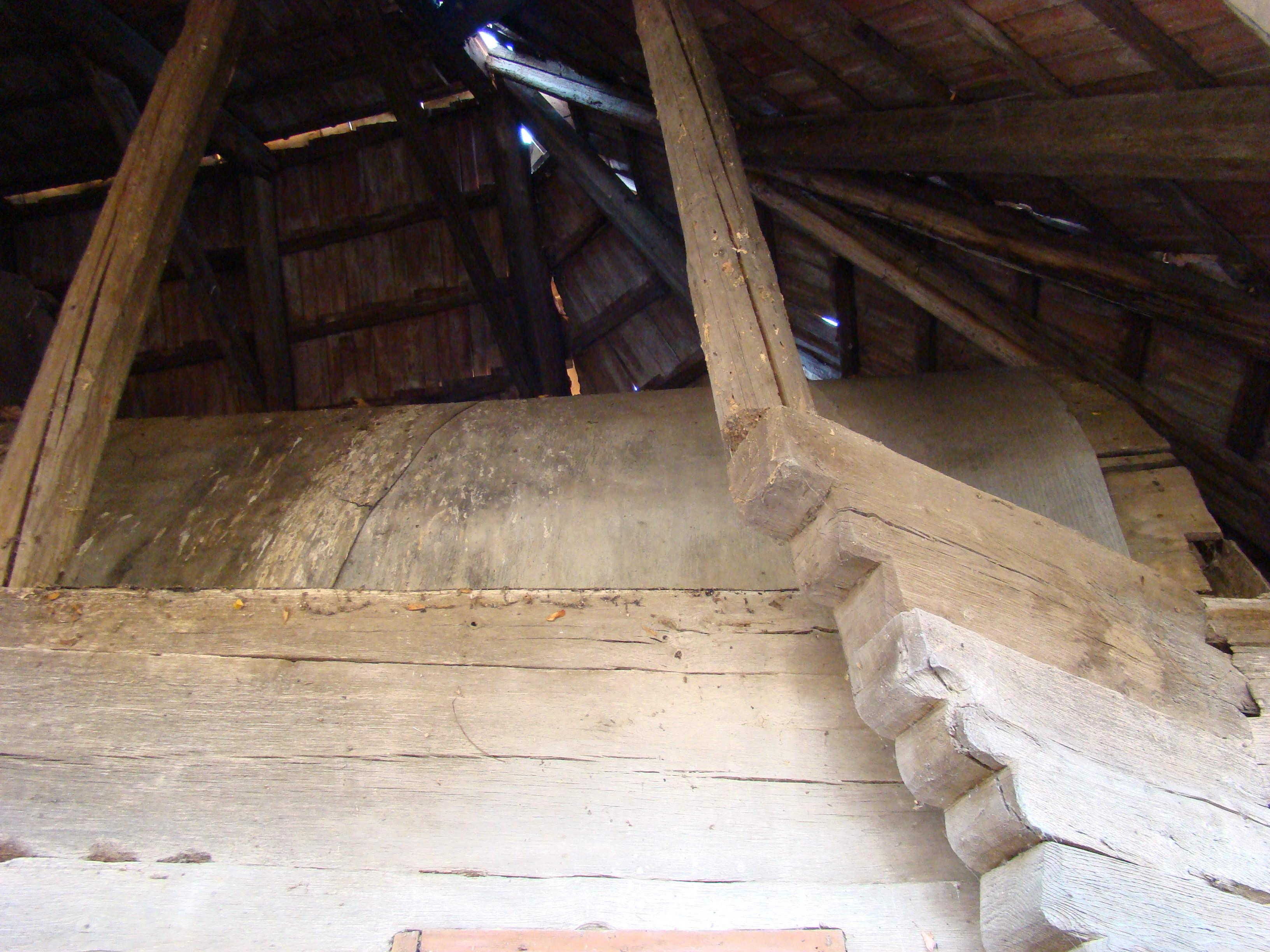
Bolta semicirculară
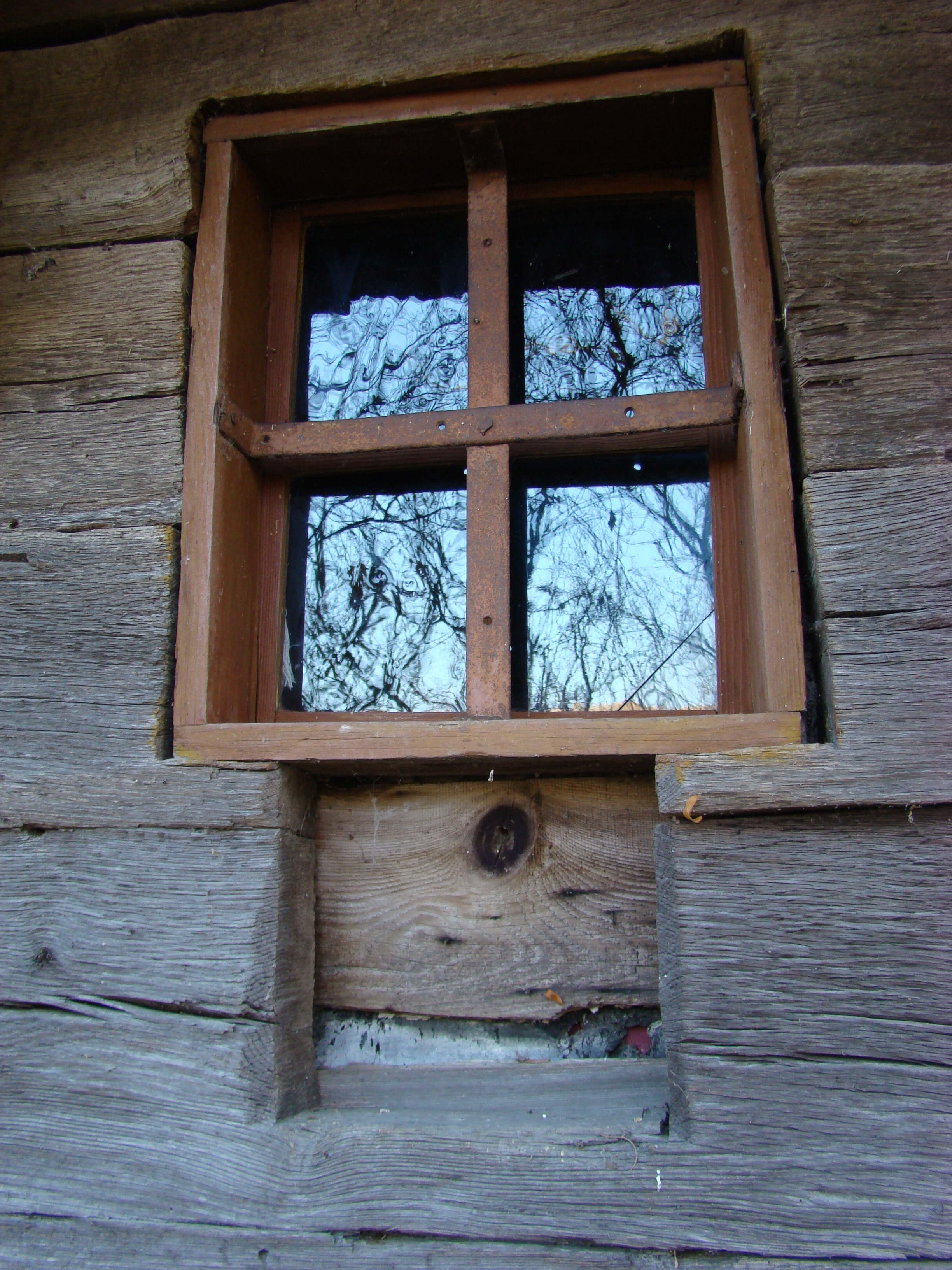
Fereastră
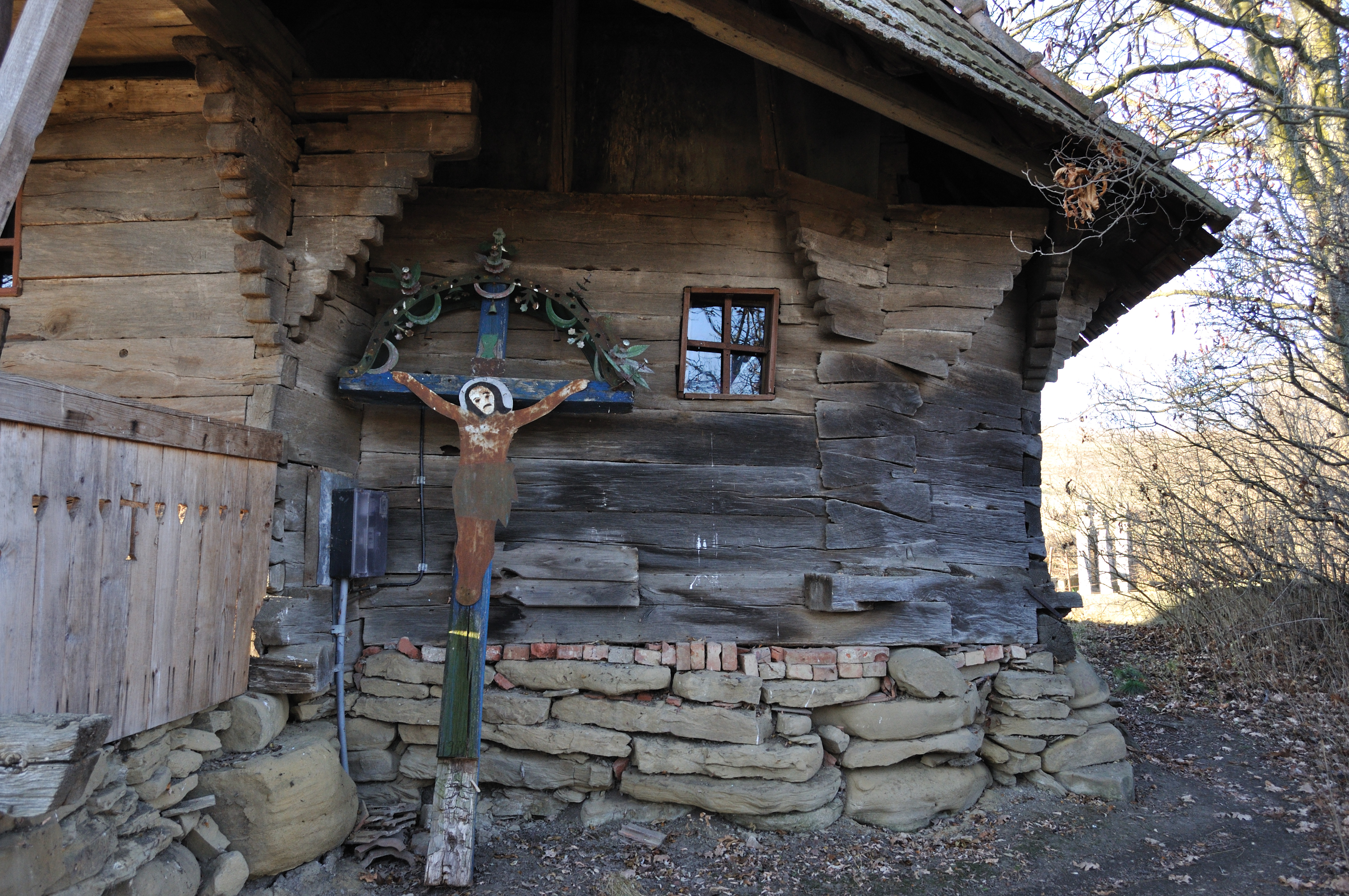
Absida altarului
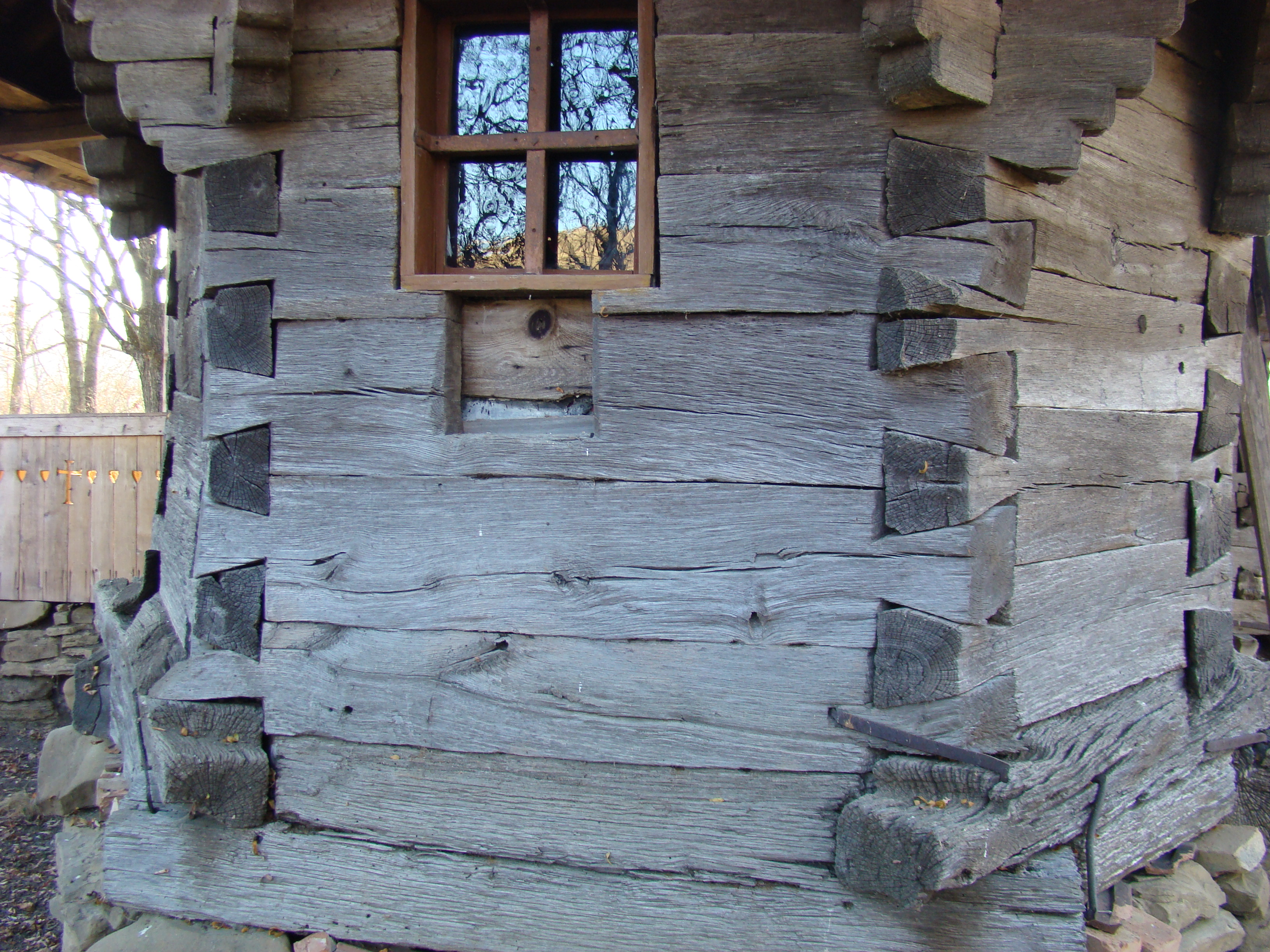
Absida altarului
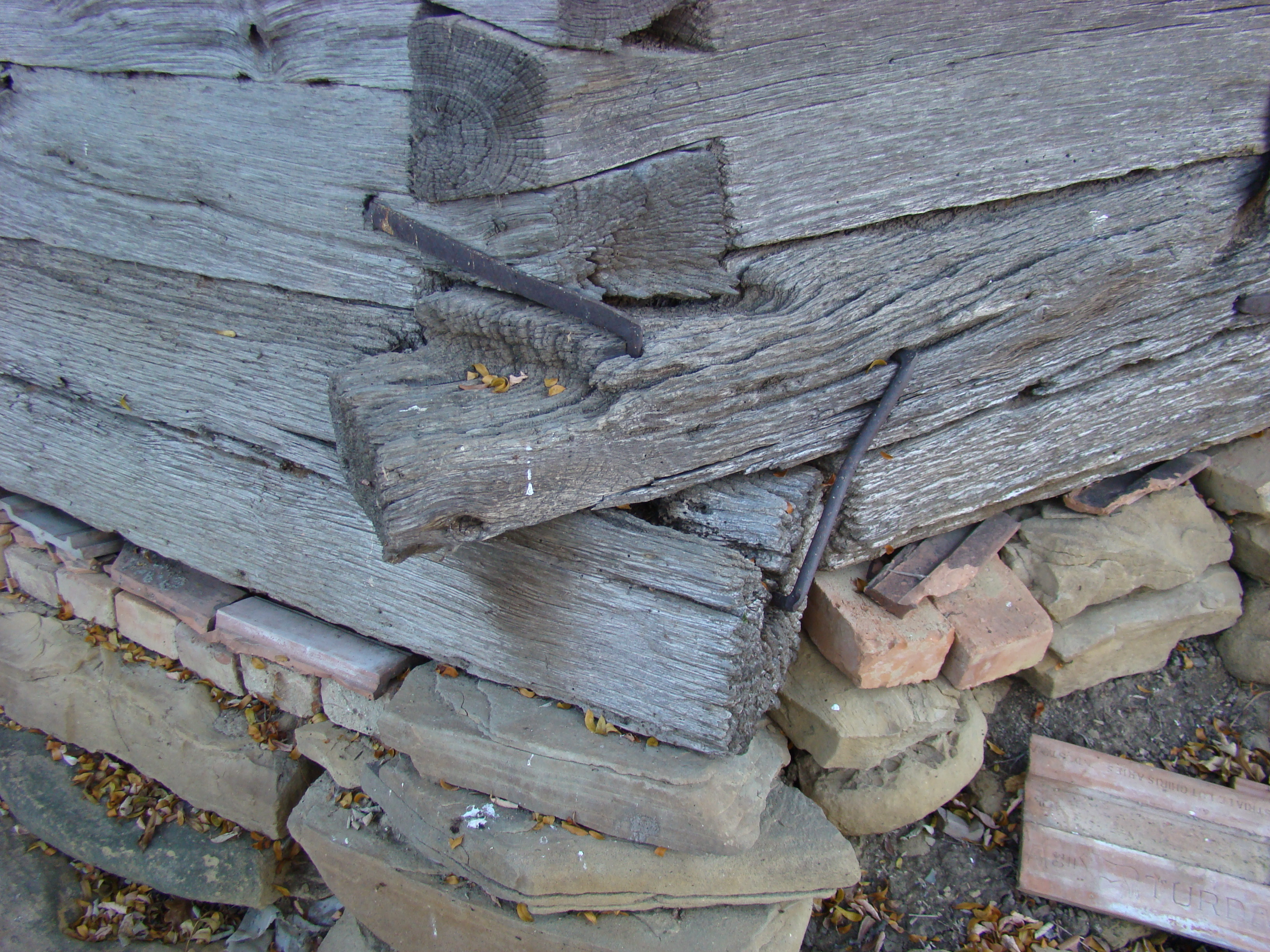
Talpa bisericii
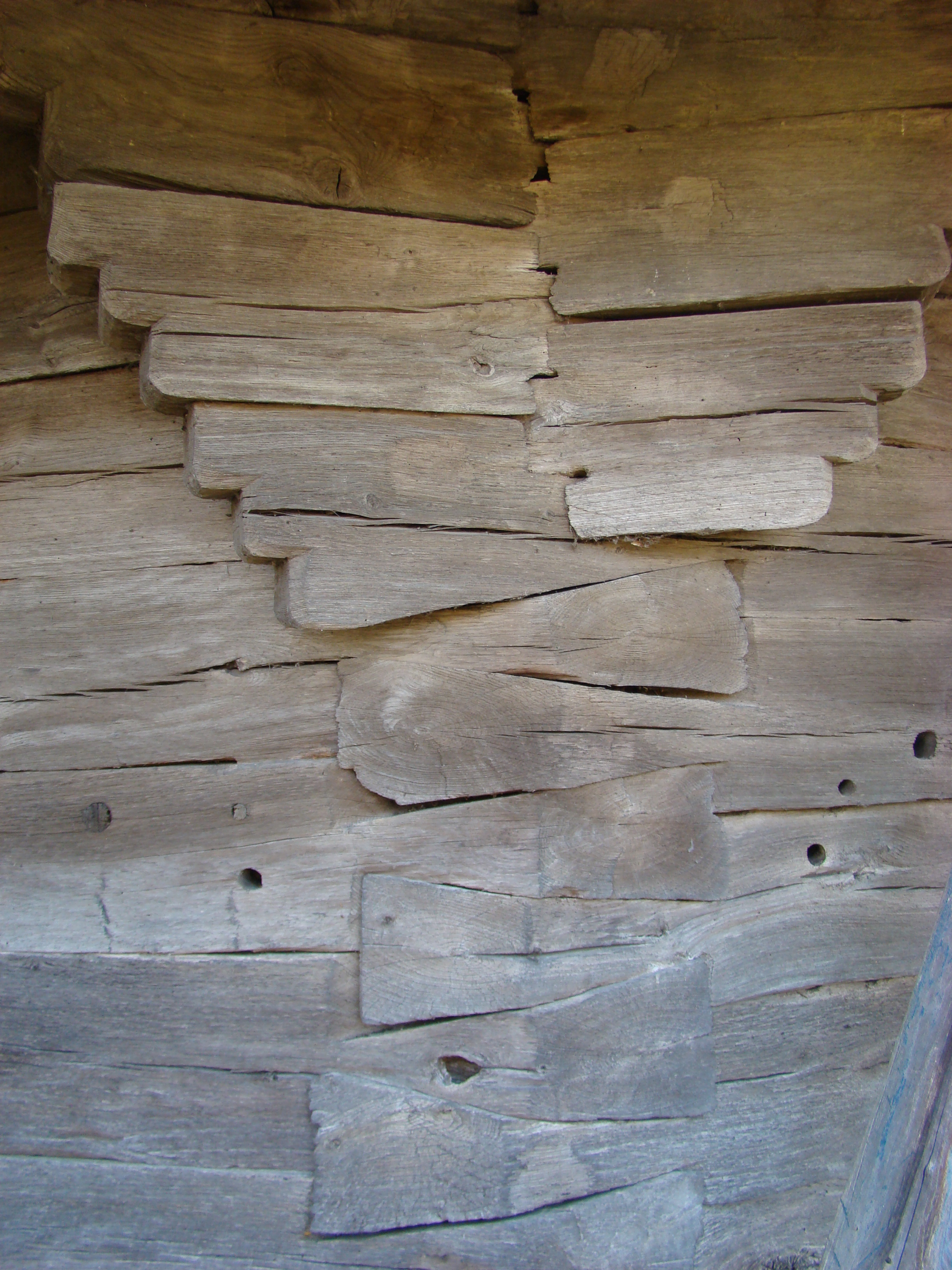
Console
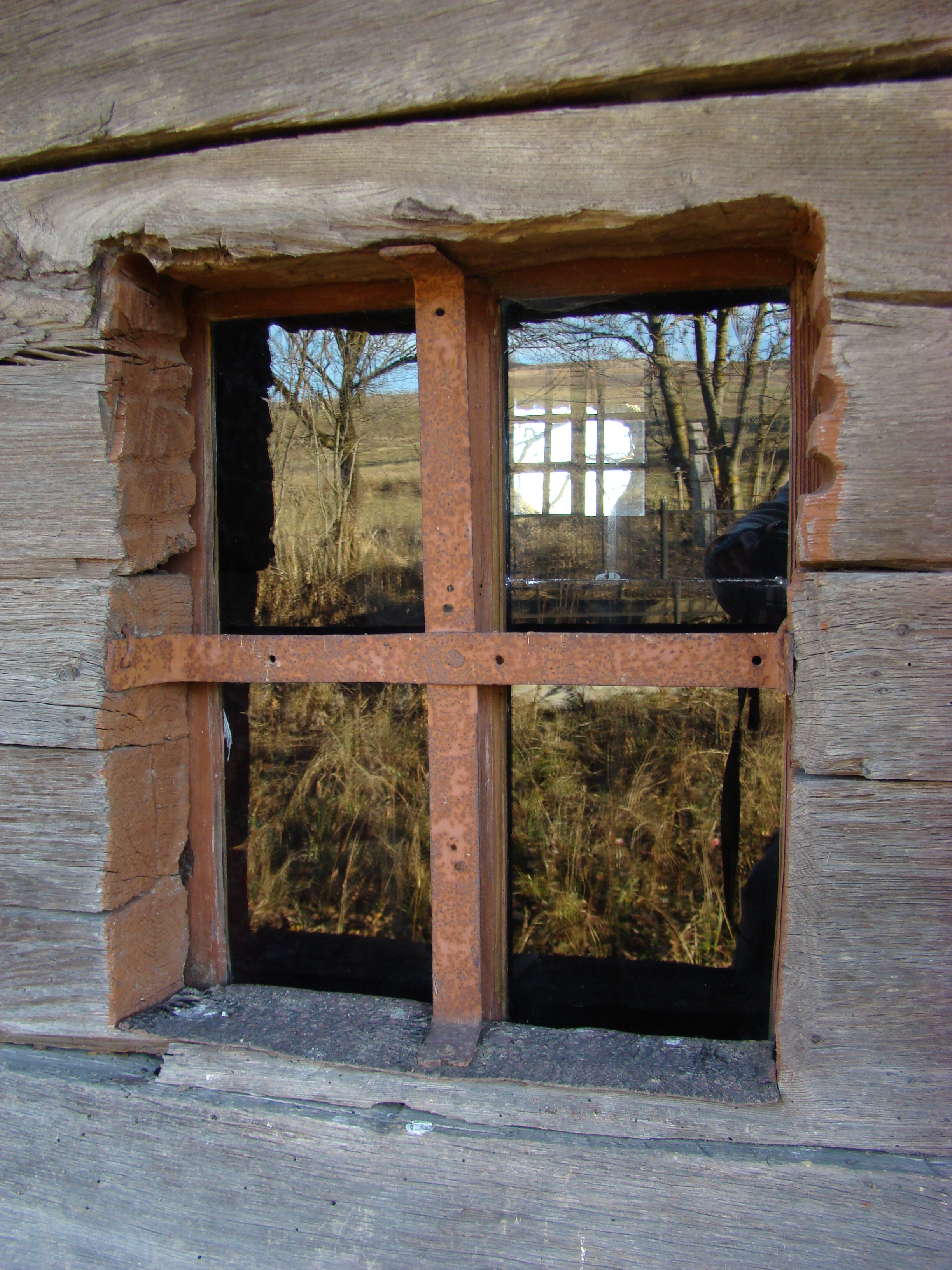
Fereastră
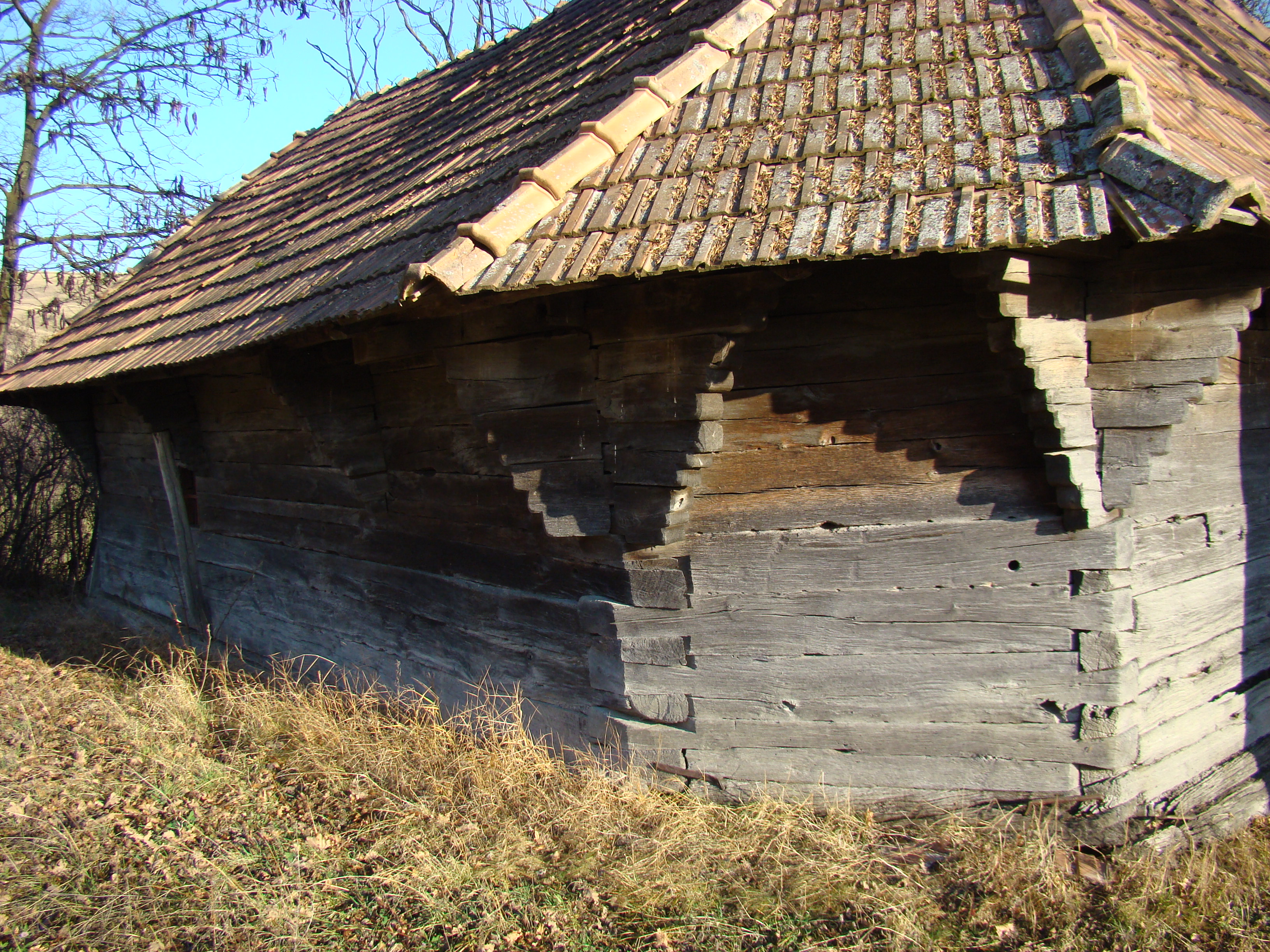
Latura de nord
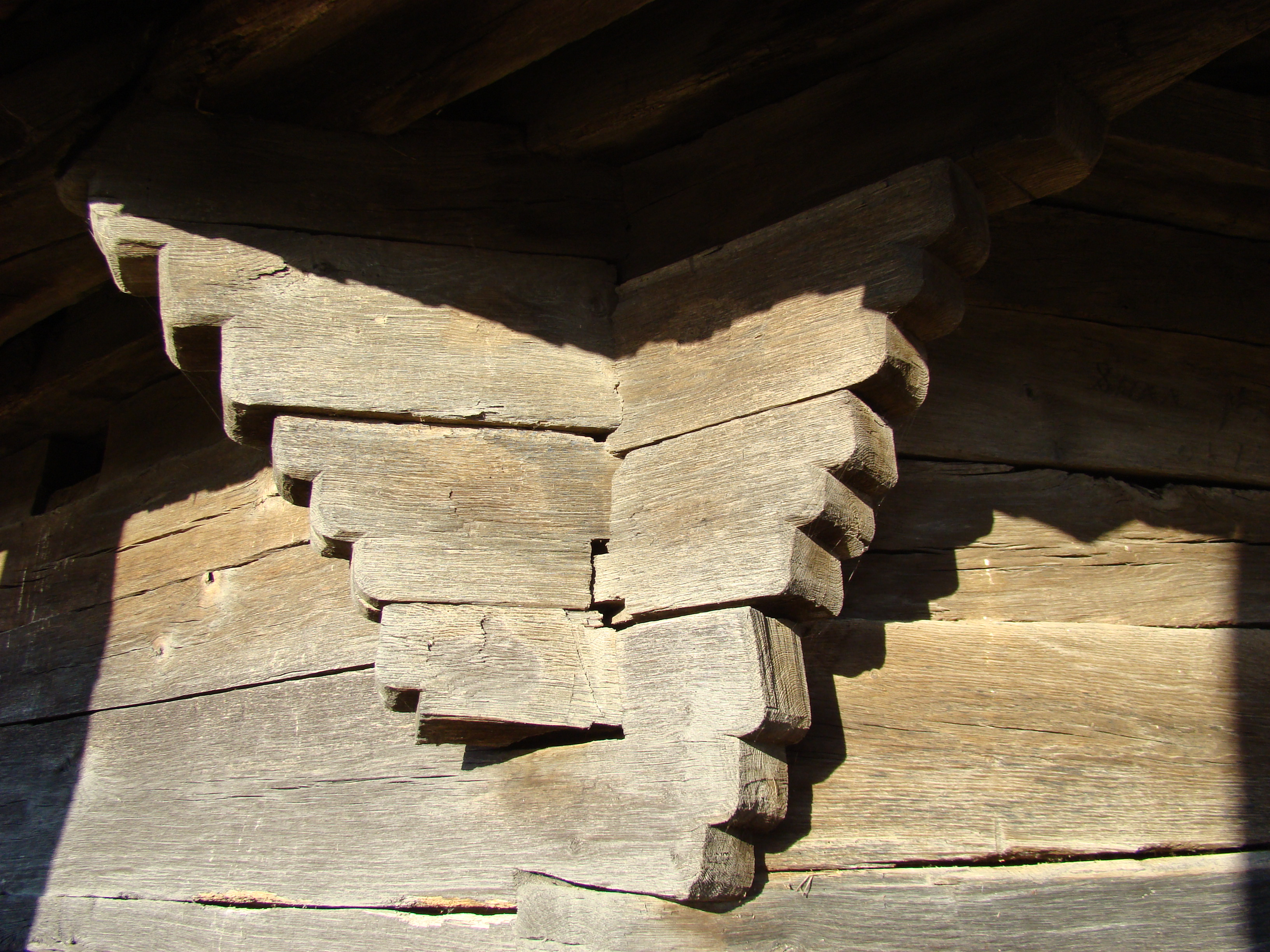
Console
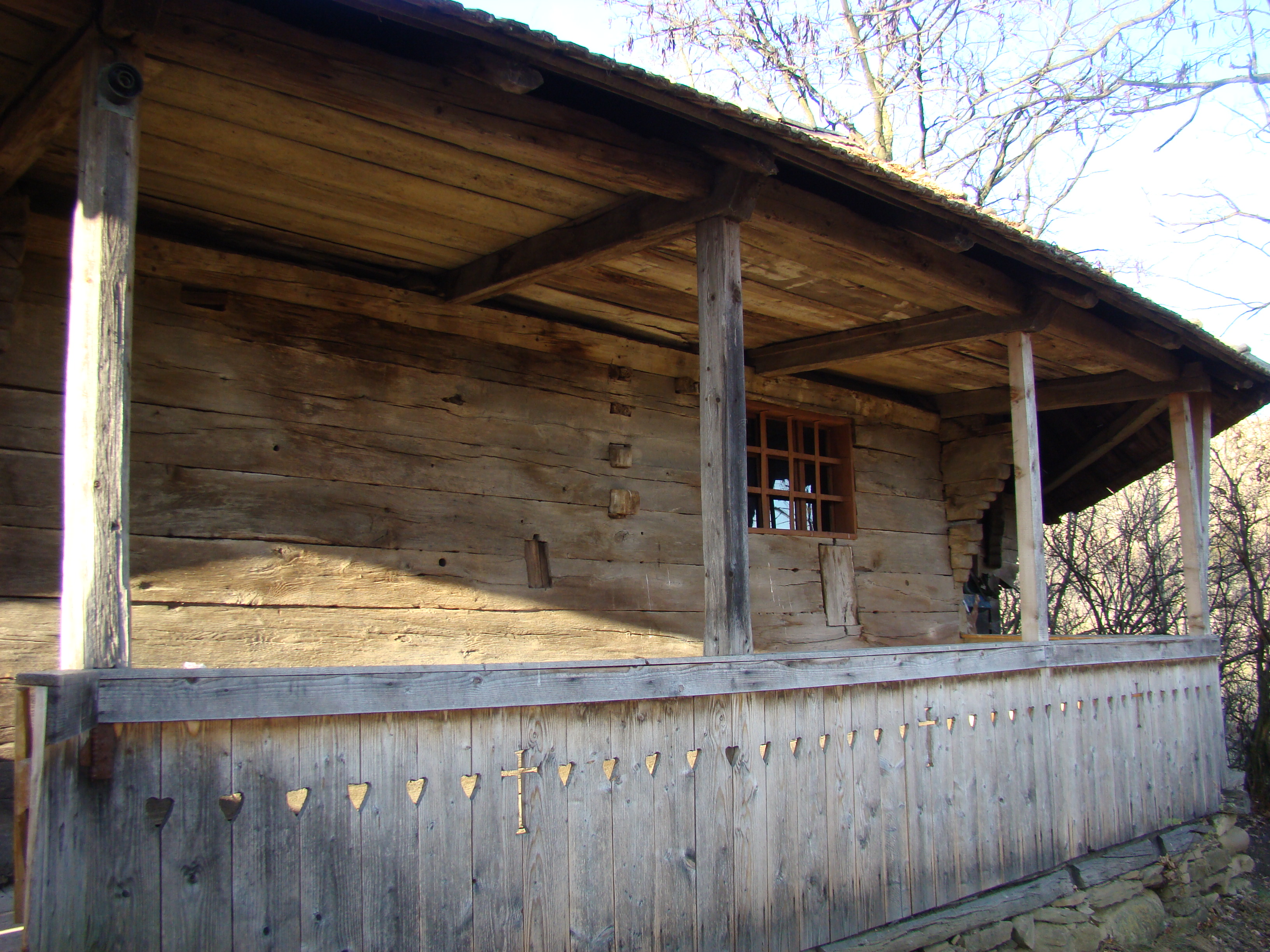
Pridvorul
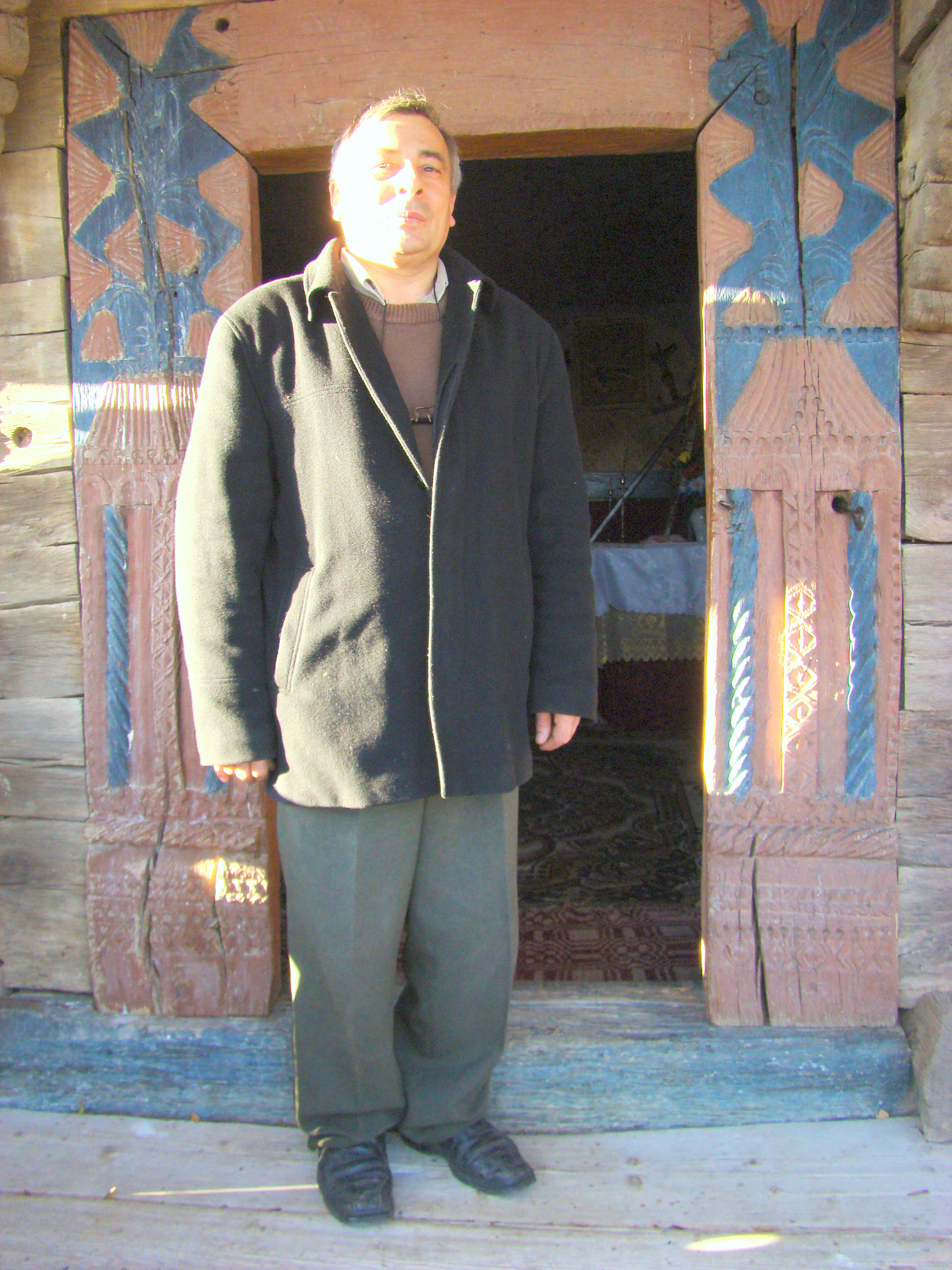
Preotul paroh Vasile Pintea
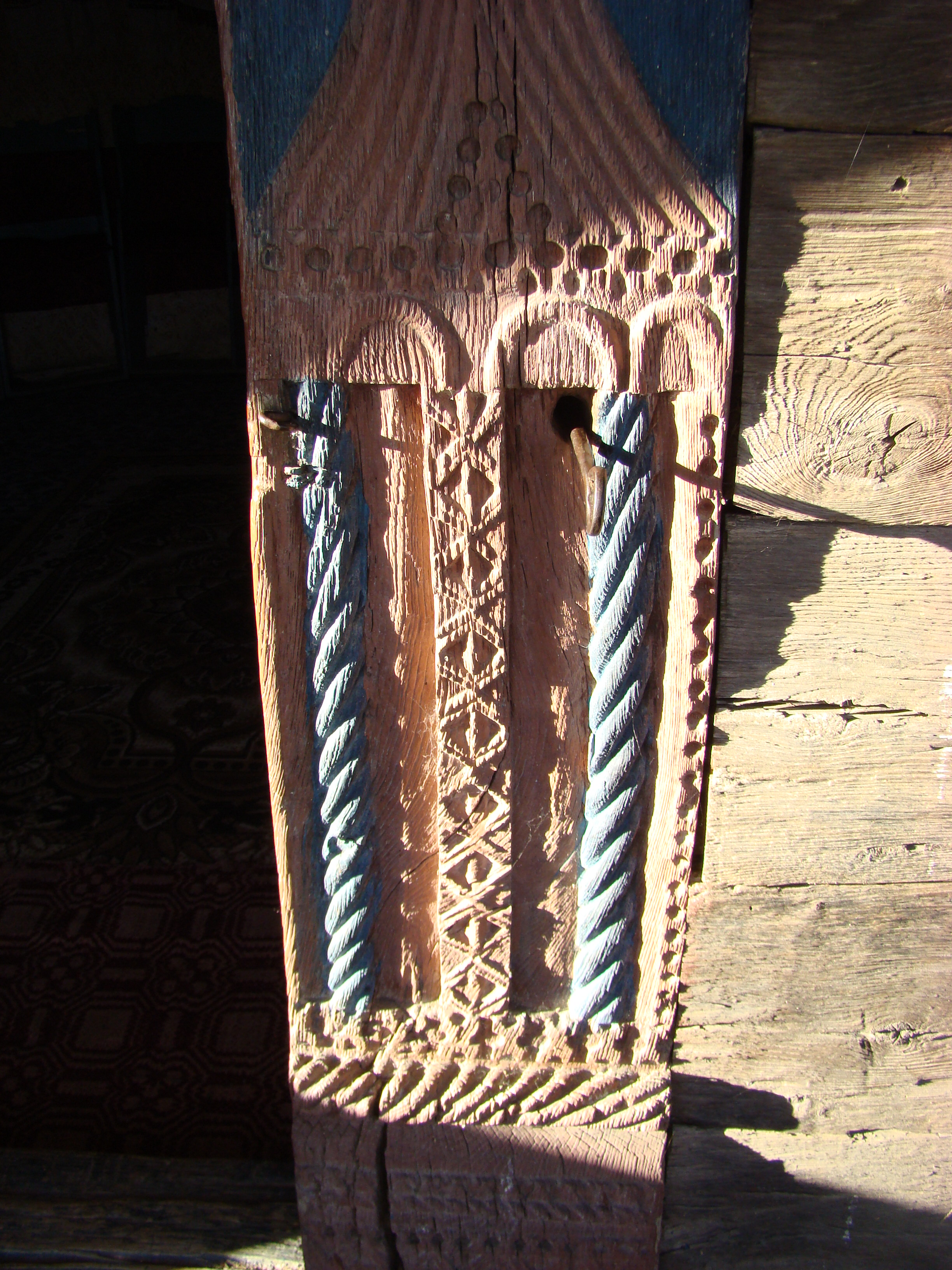
Portalul exterior (detaliu)
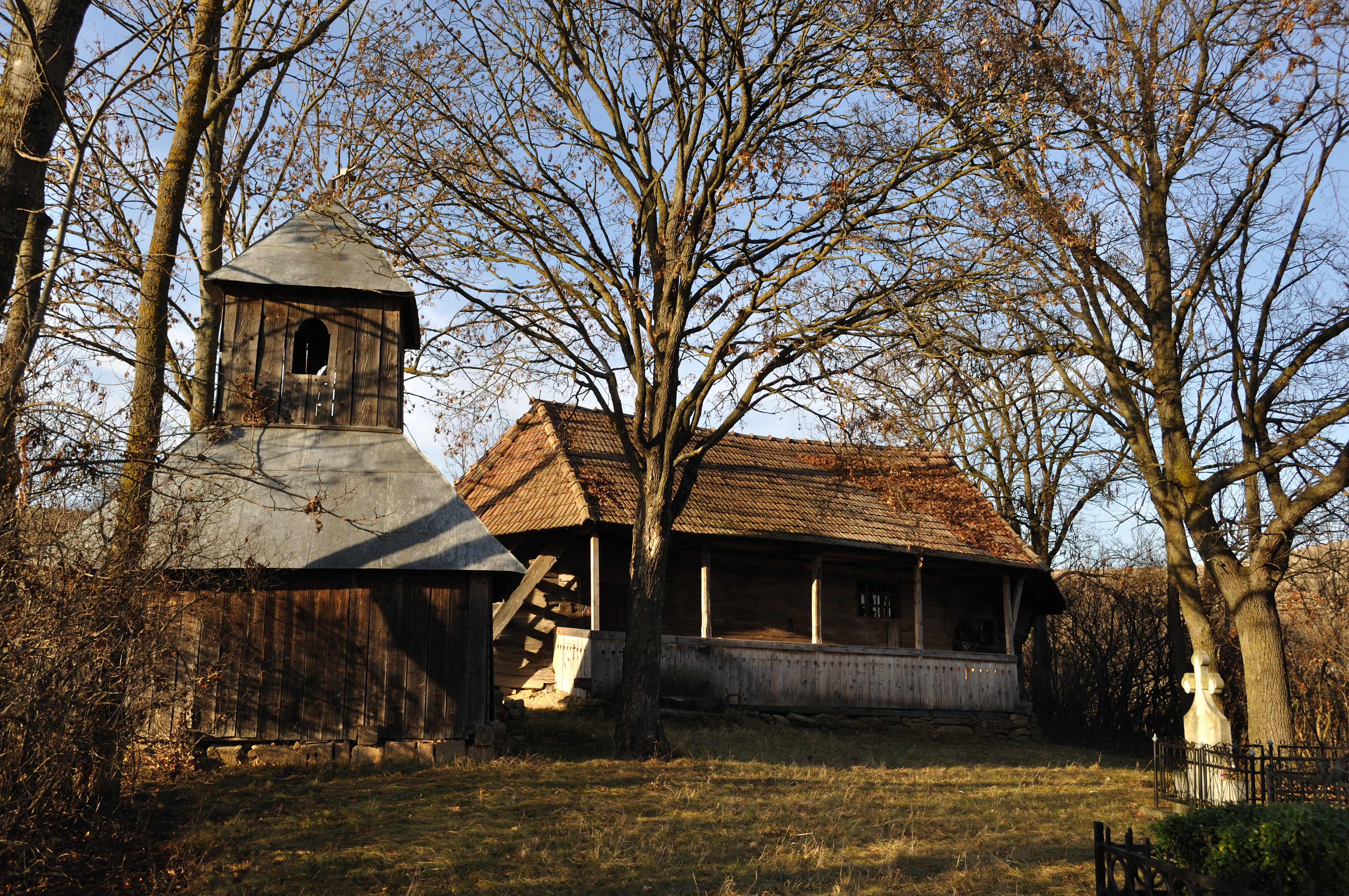
Biserica și clopotnița (sud)